# 井山裕太
井山 裕太（いやま ゆうた、1989年〈平成元年〉5月24日 - ）は、日本棋院関西総本部所属の囲碁棋士。九段。大阪府東大阪市出身。石井邦生九段門下。名誉棋聖・名誉王座・名誉天元・名誉碁聖の名誉称号資格保持者（年齢未達）、二十六世本因坊。号は本因坊文裕（ほんいんぼう もんゆう）。
囲碁界史上初の七冠独占（2度）及び年間グランドスラム（その年の七大タイトルをすべて独占）達成。囲碁棋士の獲得タイトル数ランキング歴代1位、七大タイトル獲得数歴代1位、七大タイトル連続在位期間歴代1位など、その圧倒的な強さから「魔王」の異名でも呼ばれている。
世界戦ではLG杯世界棋王戦準優勝、テレビ囲碁アジア選手権戦で優勝を果たしている。2018年には国民栄誉賞を受賞 するなど、名実ともに現代日本囲碁界の第一人者である。

## 来歴

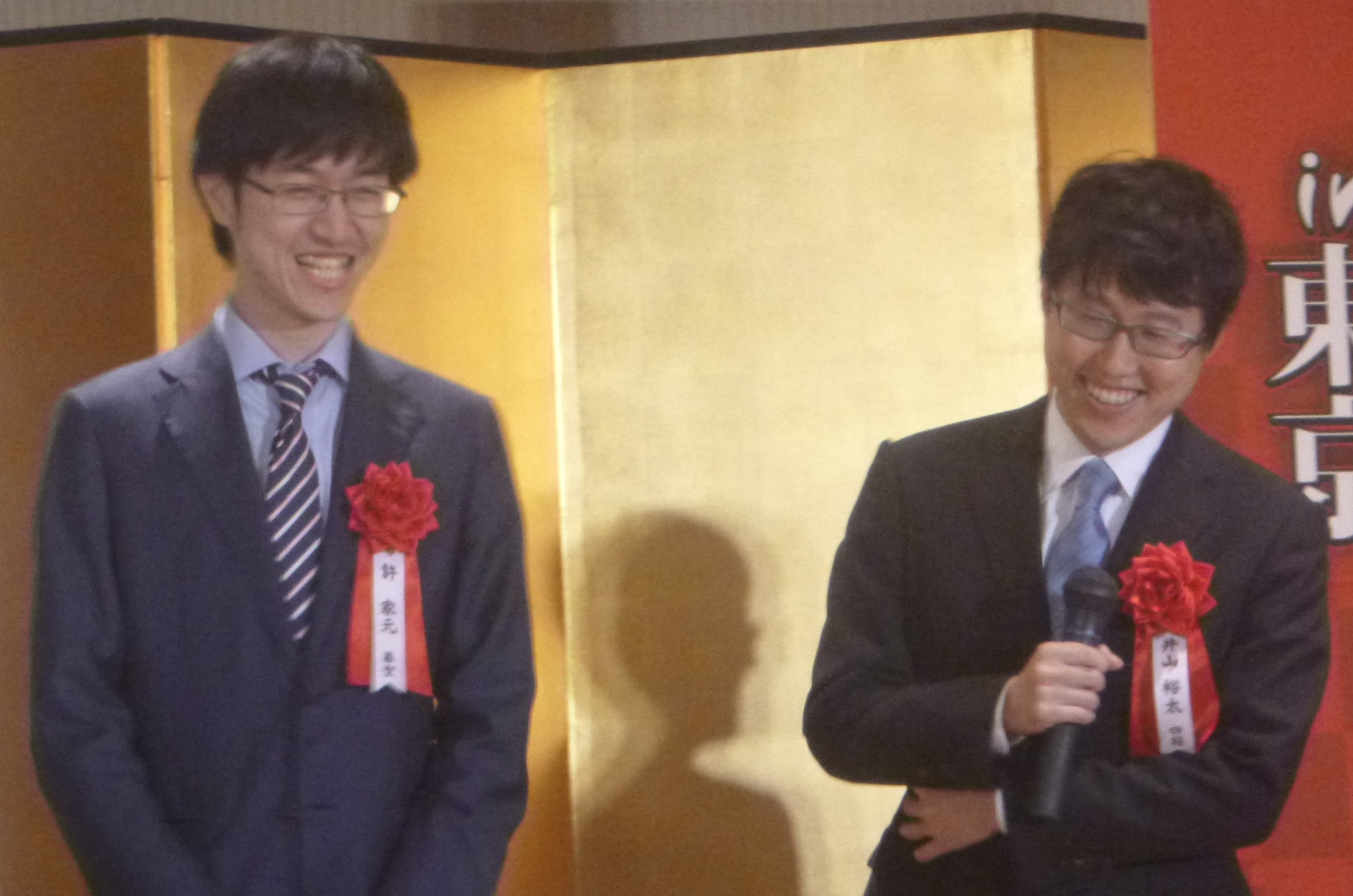
阪急納涼囲碁まつりにて、左は許家元（2019年8月）

### プロ入り前
5歳で父が買ってきたテレビゲームで囲碁を覚え、アマチュア高段者の祖父の薫陶を受ける。まだ小学校入学前の年齢にもかかわらず、碁を始めて半年で5級、さらに半年で3段になる。6歳の時、ミニ碁一番勝負に出場し、5人抜き。これをきっかけとして、小学1年の夏に番組の解説者だった石井邦生九段に弟子入り。石井は囲碁の師弟としては異例の1000局もの対局（多くはネット対局）を通じて井山を鍛え上げた。この番組のインタビューで何になりたいかの問いに「野球選手」、誰のようになりたいかとの問いに「イチロー」と答えた。
1997年（東大阪市立孔舎衙東小学校2年）、少年少女囲碁大会全国大会で優勝。小学2年での優勝は昭和61年の山下敬吾（現九段）以来二人目。決勝の相手は後にプロになる万波奈穂だった。翌年に2年連続優勝。NHKの企画で小林千寿五段と3子で対局。この年、修行のため中国棋院で行われる全国児童囲碁大会に特別に参加した。また、同年にはじまった全日本こども囲碁大会の初代優勝者にも輝き、平成生まれのチャンピオンとして話題を集めた。週刊碁の企画で山田規三生王座（当時）と3子で記念対局し勝利する。10月に日本棋院関西総本部の院生となる。小学4年生のこの頃、自ら研究会を開き、井山研究会を発足させた。当初は武井孝志、佃亜希子、井澤秋乃らすでに入段していた先輩を仲間に入れ、井山自身が入段してからは荒木一成、坂本寧生らも呼びかけた。
2001年、関西・中部で1名の入段者決定戦に関西代表として出場も、川田晃平に敗れ、最年少入段ならず（入段していれば、趙治勲の記録を1月あまり更新していた）。

### デビュー

#### 2002年
関西枠1名で東大阪市立孔舎衙中学校1年生時にプロ入り。院生リーグで46連勝を含む71勝8敗という圧倒的な成績で入段（中学一年生）した。12歳の入段は林海峰名誉天元などに並ぶ記録。平成生まれ初の棋士であり、ちょうどこの頃『ヒカルの碁』のテレビ放送が始まった時期でもあり、同番組の本編終了後のミニコーナー『梅沢由香里のGOGO囲碁』で免状授与の様子が特集されたほか、様々な新聞に取り上げられた。入段記念対局としてNHK教育テレビでは張栩と対局。週刊碁主催の新初段シリーズでは山田規三生八段（当時）と対局。同年二段。この年の成績は21勝4敗。

#### 2003年
第29期棋聖戦では本田満彦八段に勝利。第30期天元戦では佐坂志朗八段・土田正光九段に勝利。この年は三段に進んで32勝13敗。

#### 2004年
第30期棋聖戦では吉田美香八段・石井新蔵九段・山城宏九段らに勝利し最終予選進出。第30期名人戦では中尾準吾八段・郡寿男九段・片山安雄八段・下島陽平七段らに勝利し最終予選進出。第53期王座戦では片山安雄八段・植木善大八段・彦坂直人九段に勝利。第44期十段戦では下島陽平七段に勝利。

#### 2005年 初優勝
第30期棋聖戦最終予選では横田茂昭九段に勝利。第61期本因坊戦では中野寛也九段・後藤俊午九段に勝利し最終予選進出。3月、第52期NHK杯に出場する50名に選出。15歳10か月での出場は史上最年少記録。16歳になってすぐに第2回中野杯・U20選手権でも優勝、以後この大会で3連覇。9月、新人王戦準優勝。
10月8日、第12期阿含・桐山杯全日本早碁オープン戦で小林覚九段を破り優勝、早くも頭角を現した。16歳4か月での優勝は日本囲碁史上最年少（従来の最年少優勝は、1973年に新鋭トーナメント戦で優勝した趙治勲の17歳0か月、また全棋士出場の棋戦では1975年にプロ十傑戦で趙治勲の記録した18歳10か月）。張栩、王立誠、趙治勲、小林覚という超一流棋士を連破しての優勝であった。棋戦優勝で規定により七段へ昇段したが、これも史上最年少、四段から七段への飛び級昇段も史上初であった。第32期天元戦では山田規三生八段・松岡秀樹八段に勝利し初の本戦入り。40勝13敗（.755）で棋道賞勝率一位賞を受賞。

#### 2006年
第31期棋聖戦最終予選では清成哲也九段・山田規三生八段に勝利し決勝に進むも張栩名人に敗北。第32期名人戦では山城宏九段・石井邦生九段に勝利し最終予選入り。第62期本因坊戦最終予選では中野泰宏九段・彦坂直人九段に勝利。第54期王座戦では小県真樹九段・郡寿男九段・大垣雄作九段・石田章九段に勝利し初の本戦入り。本戦では三村智保九段に勝利。第33期天元戦では本戦に進出。第32期碁聖戦では松岡秀樹八段・彦坂直人九段に勝利。第46期十段戦では小県真樹九段・今村善彰九段に勝利。

#### 2007年 リーグ入り
第32期棋聖戦では林海峯名誉天元・後藤俊午九段・仲邑信也八段に勝利しリーグ入りを果たし、17歳10か月の3大リーグ入り最年少記録を作る。また、第33期名人戦では山下敬吾棋聖・中小野田智己九段・河野臨天元に勝利しリーグ入りを果たし、黄翊祖が2005年に記録した18歳6か月を1月あまり更新した。第63期本因坊戦では岩田達明九段に勝利し決勝進出。第55期王座戦では高尾紳路名人に勝利。第33期天元戦では趙善津九段・王立誠九段・小林光一九段・森田道博九段に勝利し本戦決勝に進むも山下敬吾棋聖・王座に敗れる。第47期十段戦では小県真樹九段・植木善大八段に勝利。

#### 2008年 最年少挑戦者
2008年には名人リーグを勝ち抜いて張栩名人への挑戦権を獲得、現行7大タイトル戦での最年少挑戦記録を塗り替えた（19歳3か月。これまでの記録は趙治勲が王座に挑戦した20歳4か月、名人戦では林海峰の23歳2か月）。名人戦挑戦者となったことで規定により7月11日に八段に昇段した。名人戦では3-4で惜敗。棋聖リーグA組優勝。第56期王座戦挑戦者決定戦進出。世界囲碁選手権富士通杯出場、2回戦進出。初の十段戦本戦入り。NECカップ囲碁トーナメント戦出場。第1回大和証券杯ネット囲碁グランドチャンピオン戦優勝。第2期幽玄杯精鋭リーグ優勝。48勝21敗（69局）で棋道賞最多対局賞を受賞。さらに、棋道賞優秀棋士賞を受賞。

#### 2009年 名人位
第2回大和証券杯ネット囲碁グランドチャンピオン戦2連覇。7月本因坊リーグ入り（最年少）。名人リーグは8戦全勝で張栩名人に対する挑戦権を獲得、4-1で勝利し名人位を20歳4か月で獲得。七大タイトル獲得の最年少記録を更新した（これまでの記録は名人戦では林海峰の23歳4か月、7大タイトル戦では趙治勲が王座を獲得した20歳5か月）。
名人位を獲得することで規定により10月16日に九段に昇段した。この九段昇段により、入段からの8年10か月と九段昇段の最短記録を更新した。9月第18期竜星戦で張栩名人を破り優勝。初の碁聖戦本戦入り後、挑戦者決定戦進出。富士通杯出場、2回戦進出。LG杯世界棋王戦出場、2回戦進出。43勝14敗（57局）で棋道賞年間最多勝、最多対局賞。また、この年に47回秀哉賞と棋道賞優秀棋士賞を受賞。

#### 2010年 名人連覇
2010年 2月（放映は3月）、第57回NHK杯テレビ囲碁トーナメントで準優勝。7月、第1回世界囲碁名人争奪戦に出場、中国の古力名人に敗れる。10月、第35期名人戦で挑戦者高尾紳路を名人戦では10年ぶりとなる4-0のストレートで降し、名人位初防衛。11月、アジア大会男子団体戦に出場、韓国戦で李世乭九段を破る健闘を見せるも、チームは銅メダル。12月、第6回大和証券杯ネット囲碁オープン戦で張栩棋聖を破り優勝。2010年の賞金ランキングは5648万円で3位。

#### 2011年 十段・天元
2011年 3月、35期棋聖戦で張栩棋聖に挑戦するも2-4で敗れる。4月29日、十段戦第5局で張栩十段を下し、初の十段位獲得（21歳11か月での戴冠は十段戦での当時最年少記録・後に伊田篤史が更新）、自身初の二冠(史上最年少）となった。
5月、博賽杯金仏山国際囲碁超覇戦（非公式戦）で李世乭、古力を破り優勝。日本の棋士が、国際棋戦で優勝するのは、6年ぶり。6月、第16回LG杯において2回戦に進出するも、李昌鎬九段に敗れた。8月、24回世界囲碁選手権富士通杯で古力、崔哲瀚、坂井秀至を破り準決勝に進出するも、朴廷桓に敗れ3位決定戦に回る、決定戦で江維傑を破り、休止前の富士通杯最後の日本人棋士の入賞者となった。同月、第2回世界囲碁名人争覇戦では、朴永訓名人（韓国）、江維傑名人（中国）に敗れた。9月、第36期棋聖戦Aリーグ優勝。9月30日、第20期竜星戦で結城聡を降し、2回目の優勝。10月1日、第18期阿含・桐山杯で山下敬吾桐山杯を降し、2回目の優勝。阿含・桐山杯日中決戦では敗退。10月28日、第36期名人戦で山下敬吾本因坊に2-4で敗北し、3連覇ならず。
11月17日、第37期天元戦で結城聡天元を3-0で降し初の天元位獲得（22歳6か月での戴冠は天元戦での最年少記録）。48勝19敗で、日本棋院における最多勝利、最多対局。賞金総額は9151万円で、初の賞金ランキング1位となる。

### 七冠独占へ

#### 2012年 五冠達成
2012年2月20日、将棋女流棋士の室田伊緒（井山と同年同月同日生）と5月に結婚することを発表し、予定通り両者の誕生日である5月24日に結婚し、12月23日に挙式した。3月24日、第7回大和証券杯ネット囲碁オープンで二十五世本因坊治勲を降し2連覇。4月18日、第50期十段戦で張棋聖を3-1で下し、十段位初防衛。4月、67期本因坊戦リーグで6勝1敗の成績で挑戦権獲得。7月19日、67期本因坊戦で山下道吾本因坊を4-3で降し、初の本因坊獲得。史上最年少での三冠に輝いた（23歳1か月）。
7月23日、37期碁聖戦で羽根直樹碁聖を3-0で下し、初の碁聖位獲得。史上最年少四冠となる（23歳2か月）。37期名人戦リーグで7-1の成績を挙げてプレーオフ進出も、羽根直樹に敗れて挑戦権を逸する。8月9日、第37期棋聖戦Bリーグ優勝。8月30日（放送は9月28日）、21期竜星戦決勝で林漢傑を下し、竜星戦2連覇。11月8日、棋聖戦挑戦者決定戦で高尾紳路を下し、棋聖戦挑戦者に。
11月22日、60期王座戦で張栩王座を3-0で下し、初の王座獲得。史上二人目の五冠となる。11月29日、38期天元戦で河野臨を3-0で降し、天元位防衛。2012年は51勝12敗（勝率8割1分）の成績を残した。2012年の賞金総額は1億620万円で、自身初の賞金1億超えとなった。

#### 2013年 六冠達成
2013年3月14日、37期棋聖戦で張栩棋聖を4-2で下し、初の棋聖獲得(23歳10か月での獲得は史上最年少)。史上初の六冠となり、史上三人目のグランドスラムも達成（最年少記録）。4月26日、十段戦で結城聡に2-3で敗れ、五冠に後退。六冠保持は43日で終了した。6月30日、自身初、日本では2005年の張栩以来8年ぶりのテレビ囲碁アジア選手権戦優勝（初の公式世界棋戦優勝）。7月18日、高尾紳路を4-3で下し、本因坊連覇。8月23日、碁聖戦で河野臨を3-2で下し、碁聖を防衛（二連覇）。10月17日、第38期名人戦で山下敬吾名人を4-1で下し、六冠に復帰。これにより、趙治勲に続く史上2人目の大三冠を達成。また、実力制8人目の名人本因坊でもある。11月28日、第39期天元戦で秋山次郎を3-0で下し、天元を防衛（三連覇）。12月2日、第61期王座戦で張栩を3-1で下し、王座位を防衛（連覇）。43勝18敗（防衛戦が増えたためにリーグやトーナメントの出場機会が少なくなり前年よりも勝ち数を減らした）。賞金・対局料の総額が史上最高の1億6461万円に昇り、3年連続の賞金王となった。2013年は七大タイトル戦の挑戦手合にフル出場(史上初）。自己初の1億円突破となった前年（1億620万円）の1.5倍以上を稼ぎ、獲得額は2位（3524万円）の約5倍。

#### 2014年 棋聖・名人・本因坊・碁聖
2014年1月23日、第52期十段戦挑戦者決定戦決勝で高尾紳路に敗れ、七冠挑戦には至らなかった。3月13日、第38期棋聖戦で挑戦者の山下敬吾を4-2で下し、棋聖初防衛。3月22日、日本棋院90周年記念として創設された現役タイトルホルダーによる棋戦優勝者選手権決勝で山下敬吾に勝ち、初代優勝者となる。7月1日、第69期本因坊戦で初の年少の挑戦者伊田篤史を4-1で下し、本因坊3連覇。8月29日、第39期碁聖戦で挑戦者の河野臨を3-2で下し、碁聖3連覇。10月18日、第21期阿含・桐山杯で河野臨を降し、3回目の優勝。
10月30日、第39期名人戦で挑戦者の河野臨を4-2で下し、名人連覇。11月28日、第53期森ビル杯十段戦本戦準々決勝で小林覚に半目負けし、この時点で2015年中の七冠独占は無くなった。12月16日、第62期王座戦で村川大介七段に2-3で破れ失冠。五冠に後退。12月19日、第40期天元戦で高尾紳路十段に2-3で敗れ、四冠となる。賞金総額は1億4078万円で4年連続1位となり、3年連続で1億超えとなった。

#### 2015年 六冠復帰
2015年3月20日、第39期棋聖戦で山下敬吾の挑戦を受け、3連勝3連敗後、最終局で一勝を返し3連覇。6月30日、第70期本因坊戦で挑戦者の山下敬吾を4-1で下し4連覇。8月7日、第40期碁聖戦で山下敬吾の今年3度目の挑戦を受け、3-1で下し4連覇。10月6日、第40期名人戦で高尾紳路天元を名人戦では5年ぶりとなる4-0のストレートで下し3連覇。11月19日、第63期王座戦で村川大介を3-0のストレートで下し王座位を奪還。七大タイトル獲得数24となり張栩を抜いて歴代4位となる。11月25日、第41期天元戦で高尾紳路を3-0のストレートで下して天元位を奪還し、六冠に復帰。黄雲嵩を下し阿含・桐山杯日中決戦初優勝。下半期に林海峰、王立誠、柳時熏と並んで歴代2位の公式戦24連勝を記録する。賞金総額は過去最高の1億7212万円で2013年の総額記録を更新した が、この年の年末に妻の室田と離婚した。

#### 2016年 七冠達成
2016年1月21日、第54期十段戦挑戦者決定戦で余正麒を下し、伊田篤史への挑戦権を獲得する。2013年以来、3年ぶり2度目となる7大タイトル戦フル出場を果たす。2016年4月20日、伊田から十段を奪取し、囲碁界初・将棋界も合わせると羽生善治に次ぐ七冠となった。さらにタイトル獲得数36となり林海峰名誉天元・依田紀基九段を上回り歴代7位となった。さらに史上初の七大タイトル全て3期以上獲得を達成。6月30日、第71期本因坊戦挑戦手合七番勝負第5局で高尾紳路九段に黒番177手中押し勝ちし、シリーズ対戦成績4勝1敗で本因坊防衛を果たした。井山はこれで本因坊5連覇で、永世本因坊資格を獲得した（二十六世本因坊）。七大タイトルでの名誉称号資格獲得は1993年の林海峯名誉天元以来、23年ぶりとなる。7月28日、第41期碁聖戦で村川大介に3連勝し碁聖5連覇。史上3人目の名誉碁聖となる。9月9日の本因坊就位式で本因坊の号を「文裕（もんゆう）」とすると発表した。本因坊ゆかりの京都・寂光寺の大川定信（じょうしん）住職が、知恵を象徴する文殊菩薩（ぼさつ）と、井山の名前から1字ずつ借りて命名した。
しかしながら2016年11月3日の囲碁名人戦第7局において、挑戦者である高尾紳路九段に3連敗3連勝ののち敗れ、七冠全独占は197日で終了した。第64期王座戦では3-0で余正麒七段を、第42期天元戦では3-1で一力遼七段をそれぞれ下し、6冠を保持した。また、タイトル獲得数40となり張栩九段を上回り歴代6位になった。

#### 2017年 年間グランドスラム達成
2017年3月10日、第41期棋聖戦挑戦手合い七番勝負第6局で河野臨九段に白番150手中押し勝ちし棋聖位を防衛、棋聖5連覇を果たして名誉棋聖資格を獲得した。名誉称号3つは小林光一と並び最多タイ。また、七大タイトル通算獲得数は32となり加藤正夫名誉王座を抜いて単独3位となった。3月19日、NHK杯トーナメント決勝で一力遼七段を下し、初優勝。公式戦で唯一手にしていなかったNHK杯を獲得し、現行の国内すべての公式棋戦で優勝を記録した（参加資格の無い王冠戦・女流棋戦、参加資格年齢に達していないマスターズカップ、創設当時にすでに七段昇段して参加資格が無かった若鯉戦を除く）。4月21日、第55期十段戦で余正麒七段を3-1で防衛。5月31日、第22回LG杯世界棋王戦で周睿羊九段に中押し勝ちしベスト8進出。この勝利により2007年以来2回目となる日本での準々決勝開催が決まった。6月16日、第72期本因坊戦で本木克弥八段を4-0で下し、七大タイトル獲得数を34に伸ばして小林光一の持つ歴代2位の記録にあと1と迫った。また、三大タイトル（棋聖、名人、本因坊）の獲得数を16とし小林光一の歴代2位に並んだ。7月25日、第42期碁聖戦で山下敬吾九段を3-0で下し、七大タイトル獲得数を35に伸ばして歴代2位に並んだ。
7月28日、名人リーグ戦で村川大介八段を下し、最終戦を待たずに7-0で名人挑戦を決めた（最終的に8戦全勝）。名人失冠以後すべての（七大）タイトルを防衛しての挑戦となった。9月15日、第29回テレビアジア選手権1回戦で李世乭九段に破れ2回目の優勝はならなかった。9月25日、第22回三星火災杯世界囲碁マスターズでベスト16まで進出したが、申眞諝八段に破れ8強進出はならなかった。
10月17日、第42期名人戦で高尾紳路名人を4-1で下し、名人戦を奪取して2度目の七大タイトル完全制覇を達成した。2度の七冠同時制覇は囲碁・将棋界を通じて初。さらに再び大三冠となる。また、七大タイトル獲得数を36に伸ばし、小林光一名誉三冠を超えて歴代単独2位となり、さらに三大タイトル獲得数でも小林光一を超え歴代単独2位となった。11月13日、LG杯世界棋王戦準々決勝で中国の楊鼎新六段に勝利しベスト4進出。日本棋士が持ち時間2～3時間の世界大会での4強進出は2011年8月第24回富士通杯以後6年3か月ぶり（井山3位の時）。15日、LG杯準決勝で現在中国No.1 の柯潔九段に中押し勝ちし決勝進出を決めた。決勝は翌年2月に行われ謝爾豪五段と対局する。11月20日、第65期王座戦で一力遼八段をストレートで下し、王座位を防衛した。11月24日、第43期天元戦で一力遼八段をストレートで下し、天元位を防衛した。これにより2017年の七大タイトルをすべて井山が獲得し、囲碁・将棋界を通じて史上初の年間グランドスラムを達成した。また、NHK杯とあわせ8つのタイトル獲得は史上最多。天元位獲得6期は林海峰名誉天元・小林光一を抜き歴代最多。さらにタイトル獲得数が48となり加藤正夫名誉王座を上回り、大竹英雄名誉碁聖 と並んで歴代4位タイとなった。

#### 2018年 初の世界棋戦

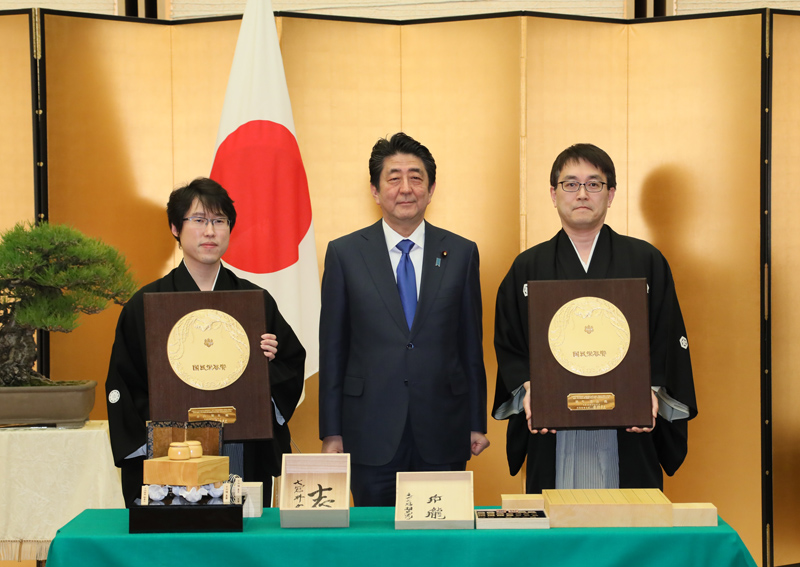
2018年2月13日、国民栄誉賞授与式にて、同時受賞者の羽生善治、内閣総理大臣安倍晋三と

LG杯世界棋王戦決勝にて謝爾豪五段との対局を三番勝負総合成績1勝2敗で落とし、またしても世界一の称号には届かなかった。第1局のうっかり負けが響き、第2局は逆転で取り返したものの、最終局では及ばなかった。2月13日、「年間グランドスラムを含む囲碁界初の二度の七冠同時制覇という歴史に刻まれる偉業を達成し多くの国民に夢と感動を社会に明るい希望と勇気を与えた功」で将棋の羽生善治と共に史上26人目の国民栄誉賞を受賞。2月16日、第42期棋聖戦で一力に4連勝し6連覇。昨年から王座戦・天元戦・棋聖戦と3連続で続いた一力との挑戦手合は井山の10連勝と圧倒した。3月18日、ワールド碁チャンピオンシップにシード枠で出場。同じく日本勢である山下敬吾を下し、決勝進出を果たす。翌19日、韓国ランキング1位の朴廷桓に敗れ準優勝に終わる。
4月12日、第56期十段戦では村川大介八段に3連勝し3連覇。これにより七大タイトルを全て5期以上獲得したことになる。また、史上初の七大タイトル全てで3連覇以上を達成。7月1日、第74期本因坊戦で山下敬吾九段に4勝1敗で防衛。二十三世本因坊栄寿に並ぶ歴代3位タイの7期・7連覇達成。七大タイトル獲得数歴代1位タイまであと「1」とした。
8月3日、第43期碁聖戦では許家元七段に3連敗し失冠。2016年名人戦以来13タイトルぶりの七大タイトル失冠となり、七冠から六冠に後退した。井山は七大タイトル挑戦手合49回目にして初のストレート負けを喫した。11月2日、第43期名人戦では挑戦者に張栩九段を迎え3-1と王手をかけたがその後3連敗し3-4で五冠に後退した。12月13日、第66期王座戦で挑戦者の一力遼八段にフルセットの末3勝2敗で防衛（4期連続、通算6期）し五冠を維持。七大タイトル獲得数が趙治勲の42期に並んだ。それから6日後の19日、第44期天元戦でも挑戦者の山下敬吾九段にフルセットの末3勝2敗で防衛（4期連続、通算7期目）し五冠を維持。七大タイトル獲得数を歴代最多となる通算43期に伸ばした。2009年の初タイトルからわずか9年で新記録を達成した。

### 次世代との奮闘

#### 2019年 若手棋士の台頭
これまで張栩、山下、高尾、羽根らの「平成四天王」とのタイトル戦が多かったが、この頃から一力遼、許家元、芝野虎丸ら通称「令和三羽烏」と呼ばれる次世代のトップ棋士達との対戦が増えてくると共に、これまで圧倒的な強さを誇った井山も苦しめられる事になる。
最多12回目となる山下敬吾九段との対決になった第43期棋聖戦は最終局までもつれ込み、山下の猛攻によって大石の活きが難しくなり窮地に立たされた井山であったが1時間以上に渡る大長考の末に大捨て石構想を敢行。検討室も熱を上げる超難解局となったが、これを制した井山が防衛し、棋聖戦7連覇を達成。第74期本因坊戦でも河野臨九段を4-2で下し8連覇を達成。
しかし第56期十段戦は2年連続挑戦となった村川大介八段に1-3で奪取され四冠に後退。続いて碁聖戦のタイトル挑戦を逃した事で、連続タイトル戦出場記録は29で途絶えることとなった。更に名人リーグでも芝野虎丸七段らに敗れ挑戦を逃す。芝野はそのまま名人戦挑戦者になり、張栩名人から名人奪取に成功。その結果、井山の持っていた最年少七大タイトル・最年少名人記録を塗り替えられる形となった。
その芝野虎丸名人との初タイトル戦となった第67期王座戦でも1-3で敗れ、またしても自身の持っていた最年少二冠の記録を塗り替えられた。井山は初三冠となった2012年以来7年ぶりに三冠に後退。第45期天元戦では許家元八段から3-2とフルセットの末に辛くも防衛し、名誉天元資格を獲得するも、苦しい一年となった。

#### 2020年 一進一退
このまま一気に世代交代になるかとも囁かれた2020年、第44期棋聖戦で河野臨九段を4-2で下し8連覇を達成、棋聖戦における連覇数・通算数共に小林光一と並ぶ歴代1位となる。
第75期本因坊挑戦者となったのは、昨年井山が大きく負け越し、破竹の勢いに乗る芝野虎丸二冠。芝野はこの番勝負中に十段も奪取し、三冠同士による頂上対決となった。この一戦を落とせば2011年以来の最多タイトル保持者の座を明け渡す事になり「井山時代」が終わるかとも思われたが、圧巻の内容で4-1と下して9連覇を達成し三冠を堅持する。
さらに井山は名人リーグ戦を全勝で駆け抜け、第45期名人戦挑戦者になると、芝野虎丸三冠との今年2度目の三冠対決を再び4-1と圧倒し名人奪取。4年ぶりの大三冠復帰及び、四冠に復帰し第一人者としての貫禄を見せた。
しかし第46期天元戦では6度目のタイトル戦対決となった一力遼碁聖に2-3で初奪取され、この年は井山が三冠、芝野・一力が二冠と、三人でタイトルを分けあう結果になった。
世界棋戦では、コロナ禍において開催されたインターネット棋戦の野狐人気争覇戦に参加し、ノーシードから孫騰宇、李維清、唐韋星、江維傑、陳梓健、陳耀燁を破り決勝に進出。童夢成との3番勝負に臨んだが1勝2敗で準優勝に終わった。

#### 2021年 農心杯の快進撃と五冠復帰
第45期棋聖戦では昨年に続いて挑戦者となった河野臨九段を4-1で下し、歴代単独一位となる棋聖戦9連覇を達成。
第76期本因坊戦は昨年に続き再び芝野虎丸王座が挑戦者になる。1局目こそ快勝した井山であったが、そこから3局続けて大石を打ち取られての敗北を喫しカド番に追い込まれる。シノギの名手として知られた井山らしからぬ負け方が続き、防衛は絶望的かとも思われたが、第4局の翌日にインターネット対局となった中国囲棋甲級リーグ戦で中国の強豪・謝科九段に勝利。その勢いに乗るかのように本因坊戦でも一転して快勝と言える内容で三連勝、4-3フルセットでの逆転防衛に成功し、趙治勲に並ぶ七大タイトル史上最多タイの10連覇を達成した。
調子を取り戻した井山は第46期碁聖戦挑戦者に勝ちあがる。迎え撃つ一力遼二冠は名人リーグ戦を全勝で勝ち抜いて第46期名人戦挑戦者になっており、同時にお互いのタイトルを狙い合う変則12番勝負となったが、碁聖戦を3-2のフルセットの末に奪取し、名人戦も4-3のフルセットで防衛した事で四冠に返り咲いた。また、名人戦の第四局の翌日には本因坊戦に引き続き、中国囲棋甲級リーグ戦をインターネット対局で行い、中国の強豪丁浩八段を相手に勝利した。
好調をキープする井山は第69期王座戦の挑戦者として芝野王座との番勝負を始める。その最中の11月27日、第23回農心辛ラーメン杯世界囲碁最強戦の第2ラウンドにて井山は日本チームの3番手として登場すると、范廷鈺九段、卞相壹九段、李欽誠九段、申旻埈九段という世界の強豪棋士達を次々と撃破し、同大会で日本所属棋士史上初となる4連勝で日本チームを暫定首位に押し上げて第2ラウンドを終えた。その結果、日本チームの実に16年ぶりとなる2位以上順位を確定させた。（日本チームが第2ラウンド時点で2位以上を確定させたは史上初。）長らく日本チームが辛酸を舐め続けてきた同大会であったが井山の快進撃によって翌年2月に再開される第3ラウンドへ大きな希望を繋げた。
農心杯での熱が冷めやらぬ内に再開された第69期王座戦では、今年4度目となるフルセットの番勝負になったが、勝負強さを見せた井山が3-2で勝利、2年前に芝野から奪われた王座を奪還し、2年7カ月ぶりとなる五冠に復帰した。
一昨年は若手に追い詰められ、昨年は何とか踏みとどまった井山であったが、今年は出場した5つの七大タイトル戦全てに勝利し、海外戦でも中国囲棋甲級リーグ戦と農心杯で世界的強豪相手に合計6連勝するなど、国内外で圧巻の強さを見せた一年となった。

#### 2022年 棋聖・名人失冠、本因坊11連覇
大三冠を含む五冠の立場で始まったが、第46期棋聖戦挑戦手合で4年ぶり挑戦の一力遼九段にフルセットの末に敗れて10連覇を逃す。だが第77期本因坊戦挑戦手合では逆に一力棋聖を無敗の4連勝で下し七大タイトル戦史上初の11連覇を達成、続く碁聖戦でも一力棋聖を相手に無敗の3連勝で防衛した。第47期棋聖戦Sリーグでは2勝3敗で挑決T進出を逃し、続く名人戦でも芝野虎丸九段にフルセットの末に敗れて失冠。しかし年末の王座戦は初挑戦の余正麒を相手に無敗の3連勝で防衛して三冠は堅持した。

#### 2023年 本因坊失冠
第78期本因坊戦七番勝負で挑戦者の一力棋聖に3勝4敗で敗れて本因坊位を失い、11年ぶりに三大タイトル無冠となる。しかし、同時並行で進んでいた第48期碁聖戦五番勝負では、同じく一力棋聖相手に無敗の3連勝で防衛し、加藤正夫が持つ七大タイトル連続在位期間の記録更新を確実とする。第48期名人戦ではプレーオフで一力棋聖に勝利し芝野名人への挑戦権を獲得したが、2勝4敗で名人奪還はならず。一方、王座戦5番勝負では余八段に苦戦するも3勝2敗で防衛し、二冠を維持する。竜星戦では決勝で芝野二冠に勝利し、単独最多となる5度目の優勝を飾ったが、阿含・桐山杯全日本早碁オープン戦では決勝で一力三冠に敗れて、単独最多優勝の達成を逃す。賞金ランキングでは2011年以来12年連続で1位であったが3位に後退。棋道賞も最優秀棋士賞を11年連続で受賞していたが、優秀棋士賞にも選出されず無冠に終わる。

#### 2024年 名誉王座
前年に開催された第48期棋聖戦Sリーグで1位通過、挑戦者決定戦変則3番勝負で許九段を破り、一力棋聖に挑戦するものの3-4で敗れて、三大タイトルの奪還ならず。続く第62期十段戦では、またしても挑戦者決定戦で許九段を破り、芝野十段に挑戦して3-2で奪還し、三冠復帰。続く第79期本因坊戦は、挑戦者になれば番勝負に13期連続出場で記録更新となるところであったが、余八段に本戦準決勝で敗れて、連続出場は加藤正夫と並ぶタイ記録に終わる。第49期碁聖戦では初挑戦の芝野名人に3連勝で、最多10期目の碁聖防衛。同時にタイトル数も二十五世本因坊治勲の76回の歴代1位に並んだ。続く第72期王座戦でも芝野九段に3-1で防衛。趙治勲を抜き、歴代単独一位となる通算77期目のタイトルとなる。同時に王座通算10期で名誉王座の資格を獲得した。名誉資格保持者が通算10期を達成したことはあったが、通算10期で名誉資格を獲得するのは囲碁界史上初である。
世界棋戦では衢州爛柯杯ワールド囲碁オープンに出場し、台湾の許皓鋐、中国の楊冬、范廷鈺、韓国の卞相壹らを破りベスト4に進出するも、準決勝にて中国の辜梓豪九段に敗れ2018年のLG杯以来となる世界メジャー棋戦決勝進出はならなかった。

#### 2025年
前年に開催された第49期棋聖戦Sリーグで1位通過、挑戦者決定戦変則3番勝負で山下敬吾を下して一力棋聖への挑戦者になるも、挑戦手合7番勝負では3勝1敗からの3連敗で一力の逆転を許し敗退。第63期十段戦では挑戦者の芝野九段に0-3で敗れて失冠。名人リーグでは前期竜星戦決勝で敗れた福岡航太朗竜星との全勝同士の対決を制して雪辱を果たし、名人奪還に向けて無傷の6連勝で首位を独走していたが7回戦と8回戦で連敗し、6勝2敗同士のプレーオフで芝野十段に敗れて名人挑戦を逃した。

## 棋風
従来の型・定石に囚われず、「打ちたい所に打つ」を信条にした独創的なスタイル。構想力に優れ、予想外の一手から大胆な変化を選び解説者を驚かせることもしばしば見られる。囲碁AIが人間を超えてからは、AIの手法を取り入れるなど柔軟性も持ち合わせている。
形勢の良し悪しにかかわらず、常に「最強手」を模索しており、優勢の局面において手堅い手よりも厳しい手を選ぶことが多く、解説者からもやり過ぎと言われることもある。
大の長考派として知られ、勝負所と踏めば序盤から持ち時間を惜しげもなく使っていたが、30歳を過ぎた頃からは、持ち時間を残す打ち方も見られるようになった。
低段者時代は地に辛くて攻めの強い碁を打っていたが、タイトル戦で争うようになってからは手厚い碁も打つようになった。囲碁界の第一人者となってからは、どんな碁も打ちこなす万能タイプと評されるが、中でも石が複雑に混み合う中盤戦の読み、判断力において特筆すべきものがある。
2019年頃からは地に辛いスタイルが顕著になり、AI定石「ダイレクト三々」を好んで採用しているが、逆に星布石を敷くケースが減少している。序盤は徹底して実利を稼ぎ、相手模様でシノギ勝負に持ち込むという展開が増えている。
タイトル戦の防衛では、カド番に追い込まれながらも押し返し防衛に成功することが多く「カド番の魔王」とも呼ばれる。

## 戦歴・受賞
- 1996年（7歳）ミニ碁一番勝負5人抜き。石井邦生門下。
- 1997年（8歳）少年少女囲碁大会全国大会で優勝（山下敬吾と並び最年少学年記録）。
- 1998年（9歳）少年少女囲碁大会全国大会連覇。全日本こども囲碁大会優勝（現在も最年少記録）。日本棋院関西総本部の院生になる。
- 2002年（13歳）院生リーグ71勝8敗（48連勝）で入段、同年二段。
- 2003年（14歳）三段。
- 2005年（16歳）四段。阿含・桐山杯全日本早碁オープン戦優勝（女流を除き最年少記録）。七段に昇段。新人王戦準優勝。NHK杯テレビ囲碁トーナメント出場（最年少記録）。天元戦本戦入り。
  - 棋道賞勝率一位賞（40勝13敗.755）・新人賞。
- 2006年（17歳）中野杯U20選手権優勝。王座戦本戦入り。
- 2007年（18歳）第32期新人王戦優勝。棋聖戦リーグ入り。名人リーグ入り（最年少記録）。 天元戦挑戦者決定戦進出。中野杯U20選手権優勝。
- 2008年（19歳）名人戦挑戦者（最年少記録）。八段。棋聖リーグA組優勝。王座戦挑戦者決定戦進出。世界囲碁選手権富士通杯出場、2回戦進出。 十段戦本戦入り。NECカップ囲碁トーナメント戦出場。第1回大和証券杯ネット囲碁グランドチャンピオン戦優勝。第2期幽玄杯精鋭リーグ優勝。
  - 棋道賞優秀棋士賞・最多対局賞（69局）。
- 2009年（20歳）名人位獲得（最年少七大タイトル獲得記録）。九段に昇段（最年少記録）。第2回大和証券杯ネット囲碁グランドチャンピオン戦2連覇。本因坊リーグ入り。 第18期竜星戦優勝。碁聖戦、初本戦入りで挑戦者決定戦進出。富士通杯2回戦進出。LG杯世界棋王戦出場、2回戦進出。
  - 棋道賞優秀棋士賞、最多勝（43勝）、最多対局賞（57局）。47回秀哉賞。
- 2010年（21歳）名人位初防衛。NHK杯テレビ囲碁トーナメント準優勝。世界囲碁名人争奪戦に出場。 アジア大会男子団体戦銅メダル。 大和証券杯ネット囲碁オープン戦優勝。2010年の賞金ランキングは5648万円で3位[13]。
- 2011年（22歳）十段位獲得(最年少記録。後に伊田篤史が更新)。天元位獲得(最年少記録)。二冠(最年少記録)。棋聖戦挑戦者。博賽杯金仏山国際囲碁超覇戦優勝。LG杯2回戦進出。世界囲碁選手権富士通杯3位。 第36期棋聖戦Aリーグ優勝。9月30日、第20期竜星戦優勝。10月1日、第18期阿含・桐山杯2回目の優勝。
  - 棋道賞優秀棋士賞、最多勝利（48勝）、最多対局（67局）。賞金総額は9151万円で、初の賞金ランキング1位となる[14]。
- 2012年（23歳）大和証券杯ネット囲碁オープン2連覇。十段位初防衛。本因坊位獲得。三冠（最年少記録）。名人本因坊（最年少記録）。碁聖位獲得。四冠（最年少記録）。名人戦リーグでプレーオフ進出。 竜星戦二連覇。棋聖戦挑戦者。王座位獲得。史上二人目の五冠（最年少記録）。天元位防衛。2012年は51勝12敗（勝率8割1分）。 2012年の賞金総額は1億620万円で、初の賞金1億超えとなった[50]。
  - 棋道賞最優秀棋士賞、最多勝利賞、最多対局賞、勝率第一位賞。
- 2013年（24歳）棋聖位獲得（最年少記録）。六冠（史上初）。グランドスラム達成（最年少記録）。4月26日五冠に後退。テレビ囲碁アジア選手権戦優勝）。本因坊位二連覇。碁聖位を防衛。名人位獲得で六冠に復帰。史上2人目の大三冠を達成(最年少記録)、また実力制7人目の名人本因坊。天元位を防衛（三連覇）、七大タイトル獲得数歴代8位。　王座位を防衛。43勝18敗[51]。 賞金・対局料の総額が史上最高の1億6461万円。3年連続の賞金王[18]。 2013年は七大タイトル戦の挑戦手合にフル出場（史上初）。
  - 棋道賞最優秀棋士賞、最多勝利賞（43勝）、最多対局賞（61局）、国際賞
- 2014年（25歳）棋聖初防衛[52]。十段戦挑戦者ならず[53]。「2013年棋戦優勝者選手権戦」初代覇者[54]。本因坊3連覇。碁聖3連覇で七大タイトル獲得数歴代7位。名人2連覇。6冠保持。王座位失冠。天元位失冠。賞金総額 1億4078万円で1位。
  - 棋道賞最優秀棋士賞
- 2015年（26歳）棋聖3連覇。本因坊4連覇。碁聖4連覇で七大タイトル獲得数歴代5位。名人3連覇。王座位奪還で七大タイトル獲得数歴代4位。天元位奪還。阿含・桐山杯日中決戦初優勝。賞金総額は過去最高の1億7212万円[23]。
  - 棋道賞最優秀棋士賞、最多勝利賞（41勝10敗）、連勝賞（24連勝）
- 2016年（27歳）棋聖4連覇。十段戦挑戦権獲得。十段を獲得し囲碁界史上初の7大タイトル同時制覇。本因坊防衛・5連覇・永世本因坊資格を獲得。碁聖位防衛5連覇・名誉碁聖資格獲得。
  - 棋道賞最優秀棋士賞、内閣総理大臣顕彰
- 2017年（28歳）棋聖5連覇・七大タイトル獲得数歴代3位「32期」。名誉棋聖資格獲得。NHK杯テレビ囲碁トーナメント初優勝。十段戦防衛。本因坊防衛・6連覇。碁聖防衛・6連覇。名人奪取・2度目の7大タイトル同時制覇・七大タイトル獲得数歴代2位「36期」。王座防衛・3連覇、天元防衛3連覇。史上初の年間グランドスラム達成
  - 棋道賞最優秀棋士賞、連勝賞（16連勝）、国際賞
- 2018年（29歳）LG杯準優勝。棋聖6連覇。NHK杯テレビ囲碁トーナメント2連覇。十段位3連覇。本因坊7連覇（七大タイトル41期目）。
  - 国民栄誉賞、棋道賞最優秀棋士賞
- 2019年（30歳）棋聖7連覇。本因坊8連覇。天元5連覇・名誉天元資格獲得。
- 2020年（31歳）棋聖8連覇。名人位奪還。本因坊9連覇・60歳未満現役での二十六世本因坊呼称資格獲得。
- 2021年（32歳）棋聖9連覇。本因坊10連覇。王座・碁聖位奪還。
- 2022年（33歳）史上初の本因坊11連覇。棋聖・名人位失冠。
  - 紫綬褒章[55][56]
- 2023年（34歳）本因坊位失冠。

## 記録
- 年間グランドスラム（史上初）
- 七冠独占（史上初、六冠制覇者も井山のみ）
- 七大タイトル全て5期以上獲得（史上初）
- 七大タイトル全てで3連覇以上（史上初）
- 年間の七大タイトル挑戦手合にすべて出場（2013年：史上初[注 2]）

- 同一タイトル連覇 - 11（本因坊戦、史上初）
- 同一タイトル連続出場 - 12（本因坊戦、タイ記録）
- 七大タイトル連続制覇 - 12（2016年～2018年）
- 七大タイトル連続出場 - 29（2015年～2019年）
- タイトル戦・挑戦手合連勝記録 - 18（2015年～2016年）
- 年間最多タイトル獲得 - 8（2017年[注 3]）
- 名誉称号資格最多 - 5（棋聖、本因坊、王座、天元、碁聖）
- 賞金ランキング - 12年連続1位（史上1位）
- 賞金・対局料の史上最高額 - 1億7212万円（2015年）
- 最年少NHK杯出場 - 15歳10か月
- 全棋士参加棋戦最年少タイトル（阿含・桐山杯） - 16歳4か月
- 最年少七大タイトル挑戦（名人戦） - 19歳3か月
- 最年少四冠 - 23歳2か月
- 最年少五冠 - 23歳5か月
- 最年少棋聖 - 23歳10か月
- 最年少グランドスラム - 23歳10か月
- 最年少名人本因坊 - 24歳4か月
- 最年少大三冠 - 24歳4か月

### 連勝記録
2015年7月23日から12月21日にかけて24連勝を記録（日本棋院歴代2位タイ）。
| 連勝 | 相手                | 段位 | 大会               | 結果       | 先番 | タイトル |
| ---- | ------------------- | ---- | ------------------ | ---------- | ---- | -------- |
| 1    | 藤村洋輔            | 二段 | 桐山杯             | 中押し     | △    |          |
| 2    | 山下敬吾            | 九段 | 碁聖戦挑戦手合③    | 1目半      | △    |          |
| 3    | 李沂修              | 七段 | 天元戦             | 中押し     | △    |          |
| 4    | 溝上知親            | 九段 | 桐山杯             | 中押し     | △    |          |
| 5    | 山下敬吾            | 九段 | 碁聖戦挑戦手合④    | 中押し     |      | 防衛     |
| 6    | 結城聡              | 九段 | 王座戦             | 中押し     | △    |          |
| 7    | 孫喆                | 三段 | 桐山杯             | 7目半      | △    |          |
| 8    | 高尾紳路            | 天元 | 名人戦挑戦手合①    | 中押し     |      |          |
| 9    | 余正麒              | 七段 | 王座戦挑戦者決定戦 | 中押し     | △    |          |
| 10   | 結城聡              | 九段 | 天元戦挑戦者決定戦 | 中押し     |      |          |
| 11   | 片岡聡              | 九段 | NHK杯              | 中押し     |      |          |
| 12   | 高尾紳路            | 天元 | 名人戦挑戦手合②    | 半目       | △    |          |
| 13   | 高尾紳路            | 天元 | 名人戦挑戦手合③    | 中押し     |      |          |
| 14   | 二十五世本因坊 治勲 | 九段 | 十段戦             | 中押し     | △    |          |
| 15   | 高尾紳路            | 天元 | 名人戦挑戦手合④    | 中押し     | △    | 防衛     |
| 16   | 許家元              | 三段 | 桐山杯決勝         | 中押し     | △    |          |
| 17   | 村川大介            | 王座 | 王座戦挑戦手合①    | 半目       | △    |          |
| 18   | 高尾紳路            | 天元 | 天元戦挑戦手合①    | 中押し     | △    |          |
| 19   | 結城聡              | 九段 | 十段戦             | 中押し     | △    |          |
| 20   | 倉橋正行            | 九段 | NHK杯              | 10目半     | △    |          |
| 21   | 村川大介            | 王座 | 王座戦挑戦手合②    | 中押し     |      |          |
| 22   | 高尾紳路            | 天元 | 天元戦挑戦手合②    | 半目       |      |          |
| 23   | 村川大介            | 王座 | 王座戦挑戦手合③    | 中押し     | △    | 奪取     |
| 24   | 高尾紳路            | 天元 | 天元戦挑戦手合③    | 中押し     | △    | 奪取     |
| -    | 河野臨              | 九段 | NHK杯              | 中押し負け |      |          |

## 棋戦決勝進出結果

### タイトル数78（歴代1位記録）
| 棋戦                  |
| 2日制タイトル (28-11) |
| 1日制タイトル (35-6)  |
| 国際タイトル (1-2)    |
| 他大会 (13-8)         |

|        | 数 | 棋戦               | 期・回 | 対局日     | 相手       |
| ------ | -- | ------------------ | ------ | ---------- | ---------- |
| 準優勝 | 1  | 新人王戦           | 30期   | 2005.9.24  | 金秀俊     |
| 優勝   | 1  | 阿含・桐山杯       | 12期   | 2005.10.8  | 小林覚     |
| 優勝   | 2  | 新人王戦           | 32期   | 2007.9.17  | 望月研一   |
| 挑戦   | 2  | 名人戦             | 33期   | 2008.11.7  | 張栩       |
| 準優勝 | 3  | NHK杯              | 57回   | 2009.3.22  | 結城聡     |
| 優勝   | 3  | 竜星戦             | 18期   | 2009.8.20  | 張栩       |
| 奪取   | 4  | 名人戦             | 34期   | 2009.10.15 | 張栩       |
| 防衛   | 5  | 名人戦             | 35期   | 2010.10.7  | 高尾紳路   |
| 挑戦   | 4  | 棋聖戦             | 35期   | 2011.3.12  | 張栩       |
| 奪取   | 6  | 十段戦             | 49期   | 2011.4.29  | 張栩       |
| 優勝   | 7  | 竜星戦             | 20期   | 2011.9.5   | 結城聡     |
| 優勝   | 8  | 阿含・桐山杯       | 18期   | 2011.10.1  | 山下敬吾   |
| 失冠   | 5  | 名人戦             | 36期   | 2011.10.29 | 山下敬吾   |
| 奪取   | 9  | 天元戦             | 37期   | 2011.11.17 | 結城聡     |
| 防衛   | 10 | 十段戦             | 50期   | 2012.4.18  | 張栩       |
| 奪取   | 11 | 本因坊戦           | 67期   | 2012.7.19  | 山下敬吾   |
| 奪取   | 12 | 碁聖戦             | 37期   | 2012.7.23  | 羽根直樹   |
| 優勝   | 13 | 竜星戦             | 21期   | 2012.8.30  | 林漢傑     |
| 奪取   | 14 | 王座戦             | 60期   | 2012.11.22 | 張栩       |
| 優勝   | 15 | 天元戦             | 38期   | 2012.11.29 | 河野臨     |
| 奪取   | 16 | 棋聖戦             | 37期   | 2013.3.14  | 張栩       |
| 準優勝 | 6  | NHK杯              | 60回   | 2013.3.24  | 結城聡     |
| 優勝   | 17 | テレビアジア選手権 | 25回   | 2013.6.30  | 朴廷桓     |
| 防衛   | 18 | 本因坊戦           | 68期   | 2013.7.18  | 高尾紳路   |
| 失冠   | 7  | 十段戦             | 51期   | 2013.4.27  | 結城聡     |
| 防衛   | 19 | 碁聖戦             | 38期   | 2013.8.23  | 河野臨     |
| 奪取   | 20 | 名人戦             | 38期   | 2013.10.17 | 山下敬吾   |
| 防衛   | 21 | 天元戦             | 39期   | 2013.11.28 | 秋山次郎   |
| 防衛   | 22 | 王座戦             | 61期   | 2013.12.2  | 張栩       |
| 防衛   | 23 | 棋聖戦             | 38期   | 2014.3.13  | 山下敬吾   |
| 防衛   | 24 | 本因坊戦           | 69期   | 2014.7.1   | 伊田篤史   |
| 防衛   | 25 | 碁聖戦             | 39期   | 2014.8.29  | 河野臨     |
| 優勝   | 26 | 阿含・桐山杯       | 21期   | 2014.10.18 | 河野臨     |
| 防衛   | 27 | 名人戦             | 39期   | 2014.10.30 | 河野臨     |
| 失冠   | 8  | 王座戦             | 62期   | 2014.12.17 | 村川大介   |
| 失冠   | 9  | 天元戦             | 40期   | 2014.12.20 | 高尾紳路   |
| 防衛   | 28 | 棋聖戦             | 39期   | 2015.3.20  | 山下敬吾   |
| 防衛   | 29 | 本因坊戦           | 70期   | 2015.6.30  | 山下敬吾   |
| 防衛   | 30 | 碁聖戦             | 40期   | 2015.8.7   | 山下敬吾   |
| 防衛   | 31 | 名人戦             | 40期   | 2015.10.6  | 高尾紳路   |
| 優勝   | 32 | 阿含・桐山杯       | 22期   | 2015.10.10 | 許家元     |
| 奪取   | 33 | 王座戦             | 63期   | 2015.11.19 | 村川大介   |
| 奪取   | 34 | 天元戦             | 41期   | 2015.11.25 | 高尾紳路   |
| 防衛   | 35 | 棋聖戦             | 40期   | 2016.2.18  | 山下敬吾   |
| 奪取   | 36 | 十段戦             | 54期   | 2016.4.20  | 伊田篤史   |
| 防衛   | 37 | 本因坊戦           | 71期   | 2016.6.30  | 高尾紳路   |
| 防衛   | 38 | 碁聖戦             | 41期   | 2016.7.28  | 村川大介   |
| 準優勝 | 10 | 竜星戦             | 25期   | 2016.9.26  | 一力遼     |
| 失冠   | 11 | 名人戦             | 41期   | 2016.11.3  | 高尾紳路   |
| 防衛   | 39 | 王座戦             | 64期   | 2016.11.18 | 余正麒     |
| 防衛   | 40 | 天元戦             | 42期   | 2016.12.12 | 一力遼     |
| 防衛   | 41 | 棋聖戦             | 41期   | 2017.3.10  | 河野臨     |
| 優勝   | 42 | NHK杯              | 64回   | 2017.3.19  | 一力遼     |
| 防衛   | 43 | 十段戦             | 55期   | 2017.3.19  | 余正麒     |
| 防衛   | 44 | 本因坊戦           | 72期   | 2017.6.16  | 本木克弥   |
| 防衛   | 45 | 碁聖戦             | 42期   | 2017.7.25  | 山下敬吾   |
| 奪取   | 46 | 名人戦             | 42期   | 2017.10.17 | 高尾紳路   |
| 防衛   | 47 | 王座戦             | 65期   | 2017.11.20 | 一力遼     |
| 防衛   | 48 | 天元戦             | 43期   | 2017.11.24 | 一力遼     |
| 準優勝 | 12 | LG杯               | 22回   | 2018.2.8   | 謝爾豪     |
| 防衛   | 49 | 棋聖戦             | 42期   | 2018.2.16  | 一力遼     |
| 優勝   | 50 | NHK杯              | 65回   | 2018.3.18  | 志田達哉   |
| 準優勝 | 13 | ワールド碁CS       | 2回    | 2018.3.19  | 朴廷桓     |
| 防衛   | 51 | 十段戦             | 56期   | 2018.4.12  | 村川大介   |
| 防衛   | 52 | 本因坊戦           | 73期   | 2018.7.1   | 山下敬吾   |
| 失冠   | 14 | 碁聖戦             | 43期   | 2018.8.3   | 許家元     |
| 失冠   | 15 | 名人戦             | 43期   | 2018.11.2  | 張栩       |
| 防衛   | 53 | 王座戦             | 66期   | 2018.12.13 | 一力遼     |
| 防衛   | 54 | 天元戦             | 44期   | 2018.12.19 | 山下敬吾   |
| 防衛   | 55 | 棋聖戦             | 43期   | 2019.3.15  | 山下敬吾   |
| 準優勝 | 16 | NHK杯              | 66回   | 2019.3.24  | 一力遼     |
| 失冠   | 17 | 十段戦             | 57期   | 2019.4.19  | 村川大介   |
| 防衛   | 56 | 本因坊戦           | 74期   | 2019.7.4   | 河野臨     |
| 失冠   | 18 | 王座戦             | 67期   | 2019.11.29 | 芝野虎丸   |
| 防衛   | 57 | 天元戦             | 45期   | 2019.12.18 | 許家元     |
| 優勝   | 58 | NHK杯              | 67回   | 2020.2.24  | 一力遼     |
| 防衛   | 59 | 棋聖戦             | 44期   | 2020.3.13  | 河野臨     |
| 防衛   | 60 | 本因坊戦           | 75期   | 2020.7.9   | 芝野虎丸   |
| 優勝   | 61 | 阿含桐山杯         | 27期   | 2020.10.3  | 山下敬吾   |
| 奪取   | 62 | 名人戦             | 45期   | 2020.10.14 | 芝野虎丸   |
| 失冠   | 19 | 天元戦             | 46期   | 2020.12.16 | 一力遼     |
| 防衛   | 63 | 棋聖戦             | 45期   | 2021.3.5   | 河野臨     |
| 防衛   | 64 | 本因坊戦           | 76期   | 2021.7.7   | 芝野虎丸   |
| 奪取   | 65 | 碁聖戦             | 46期   | 2021.8.29  | 一力遼     |
| 準優勝 | 20 | 阿含桐山杯         | 28期   | 2021.10.2  | 許家元     |
| 防衛   | 66 | 名人戦             | 46期   | 2021.11.5  | 一力遼     |
| 奪取   | 67 | 王座戦             | 69期   | 2021.12.9  | 芝野虎丸   |
| 失冠   | 21 | 棋聖戦             | 46期   | 2022.3.18  | 一力遼     |
| 防衛   | 68 | 本因坊戦           | 77期   | 2022.6.12  | 一力遼     |
| 防衛   | 69 | 碁聖戦             | 47期   | 2022.7.27  | 一力遼     |
| 準優勝 | 22 | 阿含桐山杯         | 29期   | 2022.10.1  | 平田智也   |
| 優勝   | 70 | 竜星戦             | 31期   | 2022.10.27 | 結城聡     |
| 失冠   | 23 | 名人戦             | 47期   | 2022.11.3  | 芝野虎丸   |
| 防衛   | 71 | 王座戦             | 70期   | 2022.11.18 | 余正麒     |
| 失冠   | 24 | 本因坊戦           | 78期   | 2023.7.20  | 一力遼     |
| 防衛   | 72 | 碁聖戦             | 48期   | 2023.7.28  | 一力遼     |
| 挑戦   | 25 | 名人戦             | 48期   | 2023.11.3  | 芝野虎丸   |
| 優勝   | 73 | 竜星戦             | 32期   | 2023.11.6  | 芝野虎丸   |
| 防衛   | 74 | 王座戦             | 71期   | 2023.12.8  | 余正麒     |
| 準優勝 | 26 | 阿含桐山杯         | 30期   | 2023.12.24 | 一力遼     |
| 挑戦   | 27 | 棋聖戦             | 48期   | 2024.3.8   | 一力遼     |
| 奪取   | 75 | 十段戦             | 62期   | 2024.4.30  | 芝野虎丸   |
| 防衛   | 76 | 碁聖戦             | 49期   | 2024.7.19  | 芝野虎丸   |
| 準優勝 | 28 | 竜星戦             | 33期   | 2024.10.31 | 福岡航太朗 |
| 防衛   | 77 | 王座戦             | 72期   | 2024.12.6  | 芝野虎丸   |
| 準優勝 | 29 | NHK杯              | 72回   | 2025.2.3   | 余正麒     |
| 挑戦   | 30 | 棋聖戦             | 49期   | 2025.3.13  | 一力遼     |
| 失冠   | 31 | 十段戦             | 63期   | 2025.4.3   | 芝野虎丸   |
| 防衛   | 78 | 碁聖戦             | 50期   | 2025.8.20. | 芝野虎丸   |

## 獲得タイトル

### 七大タイトル
色付きは現在在位。
他の棋士との比較は、日本の囲碁タイトル在位者一覧 、囲碁の記録一覧 を参照。
| タイトル                                                              | 番勝負           | 獲得年               | 登場 | 獲得期数          | 連覇             | 名誉称号       |
| 棋聖                                                                  | 七番勝負 1-3月   | 13-21                | 13   | 9期 (歴代1位)     | 9 (歴代1位)      | 名誉棋聖       |
| 名人                                                                  | 七番勝負 9-11月  | 09-10,13-15,17,20-21 | 14   | 8期 (歴代2位タイ) | 3 (歴代6位タイ） |                |
| 王座                                                                  | 五番勝負 10-12月 | 12-13,15-18,21-24    | 12   | 10期 (歴代2位)    | 4 (歴代3位タイ)  | 名誉王座       |
| 天元                                                                  | 五番勝負 10-12月 | 11-13,15-19          | 10   | 8期 (歴代1位)     | 5 (歴代3位)      | 名誉天元       |
| 本因坊                                                                | 五番勝負 5-7月   | 12-22                | 12   | 11期 (歴代2位)    | 11 (歴代1位)     | 二十六世本因坊 |
| 碁聖                                                                  | 五番勝負 6-8月   | 12-17,21-25          | 11   | 11期 (歴代1位)    | 6 (歴代1位タイ)  | 名誉碁聖       |
| 十段                                                                  | 五番勝負 3-4月   | 11-12,16-18,24       | 9    | 6期 (歴代2位タイ) | 3 (歴代3位タイ)  |                |
| 登場回数合計79回、獲得62 期＝歴代1位、 2日制タイトル獲得数28＝歴代2位 |                  |                      |      |                   |                  |                |

- ※2025年（十段戦）まで。

### その他の国内棋戦タイトル
- 阿含桐山杯 5期（2005, 2011, 2014-2015, 2020年・第12, 18, 21-22, 27期）歴代最多タイ
- 竜星戦 5期（2009, 2011-12, 2022-23年・第18, 20-21, 31-32期）歴代最多
- NHK杯 3期（2017-2018, 2020年・第64-65, 67期）
- 新人王 1期（2007年・第32期）

### 国際棋戦タイトル
- テレビ囲碁アジア選手権戦 1期（2013年・25回）

| 囲碁七大タイトル獲得記録 | 囲碁七大タイトル獲得記録 | 囲碁七大タイトル獲得記録      |
| 順位                     | 獲得回数                 | 棋士名                        |
| ------------------------ | ------------------------ | ----------------------------- |
| 1位                      | 62期                     | 二十六世本因坊文裕*           |
| 2位                      | 42期                     | 趙治勲名誉二冠*               |
| 3位                      | 35期                     | 小林光一名誉三冠*             |
| 4位                      | 31期                     | 加藤正夫名誉王座              |
| 5位                      | 24期                     | 張栩九段*                     |
| 6位                      | 21期                     | 二十三世本因坊栄寿            |
| 6位タイ                  | 21期                     | 林海峰名誉天元*               |
| 8位                      | 17期                     | 大竹英雄名誉碁聖              |
| 9位                      | 14期                     | 藤沢秀行名誉棋聖              |
| 9位タイ                  | 14期                     | 山下敬吾九段*                 |
| 表示                     |                          | *は現役棋士 2024年12月6日時点 |

| タイトル獲得数ランキング | タイトル獲得数ランキング | タイトル獲得数ランキング     |
| 順位                     | 獲得回数                 | 棋士名                       |
| ------------------------ | ------------------------ | ---------------------------- |
| 1位                      | 77期                     | 二十六世本因坊文裕*          |
| 2位                      | 76期                     | 趙治勲名誉二冠*              |
| 3位                      | 64期                     | 二十三世本因坊栄寿           |
| 4位                      | 60期                     | 小林光一名誉三冠*            |
| 5位                      | 48期                     | 大竹英雄名誉碁聖             |
| 6位                      | 47期                     | 加藤正夫名誉王座             |
| 7位                      | 41期                     | 張栩九段*                    |
| 8位                      | 36期                     | 依田紀基九段*                |
| 9位                      | 35期                     | 林海峰名誉天元*              |
| 10位                     | 30期                     | 一力遼九段*                  |
| 表示                     |                          | *は現役棋士 2025年7月3日時点 |

### 同時保持
|      | 期間                    | タイトル                                   | 日数  |
| ---- | ----------------------- | ------------------------------------------ | ----- |
| 二冠 | 2011.4.30 - 2011.10.28  | 名人・十段                                 | 182日 |
| 一冠 | 2011.10.29 - 2011.11.17 | 十段                                       | 20日  |
| 二冠 | 2011.11.18 - 2012.7.19  | 天元・十段                                 | 245日 |
| 三冠 | 2012.7.20 - 2012.7.23   | 本因坊・天元・十段                         | 4日   |
| 四冠 | 2012.7.24 - 2012.11.22  | 本因坊・天元・碁聖・十段                   | 122日 |
| 五冠 | 2012.11.23 - 2013.3.14  | 本因坊・天元・王座・碁聖・十段             | 112日 |
| 六冠 | 2013.3.15 - 2013.4.26   | 棋聖・本因坊・天元・王座・碁聖・十段       | 43日  |
| 五冠 | 2013.4.27 - 2013.10.17  | 棋聖・本因坊・天元・王座・碁聖             | 174日 |
| 六冠 | 2013.10.18 - 2014.12.16 | 棋聖・名人・本因坊・天元・王座・碁聖       | 425日 |
| 五冠 | 2014.12.17 - 2014.12.19 | 棋聖・名人・本因坊・天元・碁聖             | 3日   |
| 四冠 | 2014.12.20 - 2015.11.19 | 棋聖・名人・本因坊・碁聖                   | 335日 |
| 五冠 | 2015.11.20 - 2015.11.25 | 棋聖・名人・本因坊・王座・碁聖             | 6日   |
| 六冠 | 2015.11.26 - 2016.4.20  | 棋聖・名人・本因坊・王座・天元・碁聖       | 147日 |
| 七冠 | 2016.4.21 - 2016.11.3   | 棋聖・名人・本因坊・王座・天元・碁聖・十段 | 197日 |
| 六冠 | 2016.11.4 - 2017.10.17  | 棋聖・本因坊・王座・天元・碁聖・十段       | 348日 |
| 七冠 | 2017.10.18 - 2018.8.3   | 棋聖・名人・本因坊・王座・天元・碁聖・十段 | 290日 |
| 六冠 | 2018.8.4 - 2018.11.2    | 棋聖・名人・本因坊・王座・天元・十段       | 90日  |
| 五冠 | 2018.11.3 - 2019.4.18   | 棋聖・本因坊・王座・天元・十段             | 167日 |
| 四冠 | 2019.4.19 - 2019.11.29  | 棋聖・本因坊・王座・天元                   | 225日 |
| 三冠 | 2019.11.30 - 2020.10.14 | 棋聖・本因坊・天元                         | 320日 |
| 四冠 | 2020.10.15 - 2020.12.16 | 棋聖・名人・本因坊・天元                   | 63日  |
| 三冠 | 2020.12.17 - 2021.8.29  | 棋聖・名人・本因坊                         | 256日 |
| 四冠 | 2021.8.30 - 2021.12.9   | 棋聖・名人・本因坊・碁聖                   | 103日 |
| 五冠 | 2021.12.10 - 2022.3.18  | 棋聖・名人・本因坊・王座・碁聖             | 99日  |
| 四冠 | 2022.3.19 - 2022.11.3   | 名人・本因坊・碁聖・王座                   | 230日 |
| 三冠 | 2022.11.4 - 2023.7.20   | 本因坊・王座・碁聖                         | 127日 |
| 二冠 | 2023.7.20 - 2024.4.29   | 王座・碁聖                                 | 285日 |
| 三冠 | 2024.4.30 -             | 王座・碁聖・十段                           | 日    |

## その他主な成績

### 国内非公式戦
- グランドチャンピオン戦 3期（2014-2015, 2018年・第1-2, 5回）※旧称「棋戦優勝者選手権戦」
- 大和証券杯ネット囲碁グランドチャンピオン戦 2期（2008-2009年・第1-2回）
- 大和証券杯ネット囲碁オープン 2期（2010, 2012年・第6-7回）
- 幽玄杯精鋭リーグ戦 1期（2009年・第2回）
- 中野杯U20選手権 3期（2005-2007年・第2-4回）
- 関西囲碁オープントップクラス 1期（2020年・第1回）

### 国際棋戦
「※」は『優勝』、「太字」は『世界棋戦の優勝経験者』を意味する。

#### 主要タイトル
- 世界囲碁選手権富士通杯
  - 2008年=21回（○周俊勲、×李世ドル）
  - 2009年=22回（○元晟ジン、×姜東潤）
  - 2011年=24回（○古力、○崔哲瀚、○坂井秀至、×朴廷桓、○江維傑）3位
- テレビ囲碁アジア選手権戦 1期
  - 2010年=22回（×李昌鎬）
  - 2013年=25回（○李昌鎬、○王檄、○朴廷桓）※
  - 2014年=26回（×李世ドル）
  - 2017年=29回（×李世ドル）
  - 2018年=30回（×范廷鈺）
  - 2019年=31回（×申旻埈）
- LG杯世界棋王戦
  - 2010年=15回（×連笑）
  - 2011年=16回（○尹畯相、×李昌鎬）
  - 2013年=18回（○張涛、○李映九、×陳耀燁）ベスト8
  - 2017年=22回（○李映九、○周睿羊、○楊鼎新、○柯潔、×謝爾豪）準優勝
  - 2018年=23回（×趙晨宇）
  - 2019年=24回（○李軒豪、×柯潔）
- 衢州爛柯杯世界囲碁オープン戦
  - 2023年=1回（×謝爾豪）
  - 2024年=2回（○許皓鋐、○楊冬、○范廷鈺、○卞相壹、×辜梓豪）ベスト4
- 三星火災杯世界囲碁マスターズ
  - 2017年=22回（×范蘊若、○Mateusz.S、○范蘊若、×申眞諝）ベスト16
  - 2018年=23回（×唐韋星、○尹聖植、○檀嘯、○李軒豪、×謝爾豪）ベスト8
  - 2018年=24回（×唐韋星）
- 農心辛ラーメン杯世界囲碁最強戦
  - 2009年=第11回（×謝赫）
  - 2010年=第12回（×李世ドル）
  - 2014年=第16回（○朴廷桓、○羋昱廷、×金志錫）
  - 2015年=第17回（×李世ドル）
  - 2016年=第18回（×朴廷桓）
  - 2017年=第19回（×党毅飛）
  - 2018年=第20回（×朴廷桓）
  - 2019年=第21回（○楊鼎新、×朴廷桓）
  - 2020年=第22回（×申眞諝）
  - 2021年=第23回（○范廷鈺、○卞相壹、○李欽誠、○申旻埈、×羋昱廷）
  - 2022年=第24回（○連笑、×朴廷桓）
  - 2023年=第25回（×申眞諝）
  - 2024年=第26回（×金明訓）
- 春蘭杯世界囲碁選手権戦
  - 2011年=8回（○チャバ・メロアマ、×謝赫）
  - 2015年=10回（○王元均、×周睿羊）
- BCカード杯世界囲碁選手権
  - 2009年=第1回（○金昇宰、○温招珍、×趙漢乗）ベスト16
  - 2010年=第2回（○羅玄、×牛雨田）
  - 2012年=第4回（×金起用）
- 百霊愛透杯世界囲碁オープン戦
  - 2013年=1回（○楊冬、×金顯燦）
  - 2018年=4回（○連笑、×辜梓豪）
- ワールド碁チャンピオンシップ
  - 2017年=1回（×朴廷桓、×羋昱廷、×DeepZenGo）
  - 2018年=2回（○山下敬吾、×朴廷桓）
  - 2019年=3回（○江維傑、×柯潔）
- 国手山脈杯国際囲棋戦
  - 2018年=5回（×姜東潤）
  - 2019年=6回（×時越）

#### その他
- 国際新鋭囲碁対抗戦
  - 2003年=4回（×朴正祥、×李喆、×張立）
  - 2004年=5回（×李喆、×張立）
  - 2005年=6回（×陳時映、×古霊益、○周尹南）
  - 2006年=7回（×孔傑、○許映皓、○林至涵）
  - 2007年=8回（×孔傑、×李映九、○陳詩淵）
  - 2008年=9回（×李映九、○陳耀燁、○陳詩淵）
  - 2009年=10回（×陳耀燁、×金志錫、×陳詩淵）
- 阿含・桐山杯日中決戦 1期 
  - 2006年=7回（×古力）
  - 2011年=13回（×朴文尭）
  - 2015年=16回（×柯潔）
  - 2015年=17回（○黄雲嵩）※
- 日台精鋭プロ選手権
  - 2008年=1回（×蘇耀国）
- アジア競技大会
  - 2010年=第16回（○李世ドル、×劉星、○陳詩淵）
- 中国・常徳杯世界囲棋名人争覇戦
  - 2010年=1回（×古力）
  - 2011年=2回（×朴永訓、×江維傑）
  - 2015年=4回（○朴永訓、×陳耀燁）
  - 2018年=5回（×連笑、×李世ドル）
- 博賽杯金仏山国際囲碁超覇戦（非公式戦） 1期
  - 2011年=1回（○古力、○李世ドル）※
- CCTV賀歳杯囲棋戦
  - 2017年=5回（○柯潔、×柯潔）
- 野狐人気争覇戦
  - 2020年=1回（○孫騰宇、○李維清、○唐韋星、○江維傑、○陳梓健、○陳耀燁、×童夢成）準優勝

## 年度別成績
| 年   | 対局 | 勝  | 敗  | 勝率 |
| ---- | ---- | --- | --- | ---- |
| 2002 | 25   | 21  | 4   | .840 |
| 2003 | 45   | 32  | 13  | .711 |
| 2004 | 32   | 25  | 7   | .781 |
| 2005 | 53   | 40  | 13  | .755 |
| 2006 | 48   | 34  | 14  | .708 |
| 2007 | 55   | 44  | 11  | .800 |
| 2008 | 69   | 48  | 21  | .696 |
| 2009 | 57   | 43  | 14  | .754 |
| 2010 | 54   | 34  | 20  | .630 |
| 2011 | 67   | 48  | 19  | .716 |
| 2012 | 63   | 51  | 12  | .810 |
| 2013 | 61   | 43  | 18  | .705 |
| 2014 | 50   | 31  | 19  | .620 |
| 2015 | 51   | 41  | 10  | .804 |
| 2016 | 43   | 33  | 10  | .767 |
| 2017 | 54   | 42  | 12  | .778 |
| 2018 | 61   | 35  | 26  | .574 |
| 2019 | 61   | 34  | 27  | .557 |
| 2020 | 52   | 38  | 14  | .730 |
| 2021 | 53   | 37  | 16  | .698 |
| 2022 | 51   | 33  | 18  | .647 |
| 2023 | 58   | 40  | 18  | .690 |
| 2024 | 62   | 42  | 20  | .677 |
| 2025 |      |     |     |      |
| 通算 | 1225 | 869 | 356 | .709 |

- 2024年12月26日現在
- 太字は日本棋院最高

## 表彰

### 棋道賞・秀哉賞
※年は成績年（受賞は翌年）
|              | 2005 | 06 | 07 | 08 | 09 | 10 | 11 | 12 | 13 | 14 | 15 | 16 | 17 | 18 | 19 | 20 | 21 | 22 | 23 | 24 | 計   |
| ------------ | ---- | -- | -- | -- | -- | -- | -- | -- | -- | -- | -- | -- | -- | -- | -- | -- | -- | -- | -- | -- | ---- |
| 最優秀棋士賞 |      |    |    |    |    |    |    | ◯  | ◯  | ◯  | ◯  | ◯  | ◯  | ◯  | ◯  | ◯  | ◯  | ◯  |    |    | 11回 |
| 優秀棋士賞   |      |    |    | ◯  | ◯  |    | ◯  |    |    |    |    |    |    |    |    |    |    |    |    | ◯  | 4回  |
| 最多勝利賞   |      |    |    |    | ◯  |    | ◯  | ◯  | ◯  |    | ◯  |    |    |    |    |    |    |    |    |    | 5回  |
| 勝率第一位賞 | ◯    |    |    |    |    |    |    | ◯  |    |    |    |    |    |    |    |    |    |    |    |    | 2回  |
| 連勝賞       |      |    |    |    |    |    |    |    |    |    | ◯  |    | ◯  |    |    |    |    |    |    |    | 2回  |
| 最多対局賞   |      |    |    | ◯  | ◯  |    | ◯  | ◯  | ◯  |    |    |    |    |    |    |    |    |    |    |    | 5回  |
| 国際賞       |      |    |    |    |    |    |    |    | ◯  |    |    |    | ◯  |    |    |    | ◯  |    |    |    | 3回  |
|              |      |    |    |    |    |    |    |    |    |    |    |    |    |    |    |    |    |    |    |    |      |
| 秀哉賞       |      |    |    |    | ◯  |    |    | ◯  | ◯  | ◯  | ◯  | ◯  | ◯  | ◯  |    |    | ◯  |    |    |    | 9回  |

- 新人賞（棋道賞）：1回（2005年）
- 年間賞金ランキング1位：12回（2011年 - 2022年）
- 日本囲碁ジャーナリストクラブ賞：3回（2008年、2009年、2017年）
- 大阪市長賞詞（2009年11月9日）
- 大阪文化賞（2010年12月17日）
- 関西元気文化圏賞・ニューパワー賞（2011年1月20日）
  - 特別賞（2018年1月22日）
- 東大阪市名誉市民（2016年8月19日）
- 内閣総理大臣顕彰（2016年6月16日）
- 国民栄誉賞（2018年2月13日）
- 紫綬褒章（2022年）

## 昇段記録
| 段位 | 日付           | 昇段規定                       |
| ---- | -------------- | ------------------------------ |
| 入段 | 2002年4月1日   | 関西総本部大手合1位（71勝8敗） |
| 二段 | 2002年9月6日   | 大手合                         |
| 三段 | 2003年6月5日   | 勝数対象棋戦40勝               |
| 四段 | 2005年4月1日   | 賞金ランキング                 |
| 七段 | 2005年10月8日  | 阿含・桐山杯優勝               |
| 八段 | 2008年7月11日  | 名人戦挑戦手合進出             |
| 九段 | 2009年10月16日 | 名人位獲得                     |

## 年表
| - タイトル戦の欄の氏名は対戦相手。うち、色付きのマス目は獲得（奪取または防衛）。濃い色付きのマス目は名誉称号獲得。GSはグランドスラム。青色挑戦者または失冠。黄色はリーグ入り。 - 棋道賞は、最 : 最優秀棋士賞、 優 : 優秀棋士賞、 特別 : 特別賞、 率 : 勝率一位賞、 勝 : 最多勝利賞、 対 : 最多対局賞、 連 : 連勝賞、 国際 : 国際賞、 新人 : 新人賞、 哉 : 秀哉賞 - 賞金&対局料は、年度区切りではなく1月 - 12月の集計。単位は万円。色付きの年は全棋士中1位。 |

|        | 棋聖                               | 十段                    | 本因坊                    | 碁聖                  | 名人                                 | 王座                    | 天元                    | 他棋戦 (非公式戦)       | 棋道賞           | 賞金 対局料 | 備考                                                                   |
| ------ | ---------------------------------- | ----------------------- | ------------------------- | --------------------- | ------------------------------------ | ----------------------- | ----------------------- | ----------------------- | ---------------- | ----------- | ---------------------------------------------------------------------- |
| 1-3月  | 3-4月                              | 5-7月                   | 6-8月                     | 9-11月                | 10-12月                              | 10-12月                 |                         | 他棋戦 (非公式戦)       | 棋道賞           | 賞金 対局料 | 備考                                                                   |
| 2002年 |                                    |                         |                           |                       |                                      |                         |                         |                         |                  | 297位       |                                                                        |
| 2003年 |                                    |                         |                           |                       |                                      |                         |                         |                         |                  | 75位        |                                                                        |
| 2004年 | 予選 4回戦敗退                     |                         | 2次予選 敗退              |                       | 2次予選 敗退                         | 1次予選 敗退            | 予選A 敗退              |                         |                  | 41位        |                                                                        |
| 2005年 | 予選B 敗退                         | 予選C 敗退              | 予選B 敗退                |                       | 最終予選 敗退                        | 予選A 敗退              | 予選A 敗退              | 阿含・桐山 (中野杯)     | 率 新            | 1748 (12位) | 棋戦初優勝                                                             |
| 2006年 | 最終予選 敗退                      | 予選B 敗退              | 最終予選 敗退             |                       | 予選A 敗退                           | 本戦 ベスト4            | 本戦 一回戦敗退         | (中野杯)                |                  | 969 (16位)  |                                                                        |
| 2007年 | 最終予選 敗退                      | 予選B 敗退              | 最終予選 敗退             | 予選A 敗退            | 最終予選 敗退                        | 本戦 ベスト8            | 本戦 決勝進出           | 新人王 (中野杯)         |                  | 1485 (10位) |                                                                        |
| 2008年 | 5位                                | 最終予選 敗退           | 最終予選 敗退             | 予選A 敗退            | 張栩 ooxxxox                         | 本戦 決勝進出           | 本戦 ベスト16           | (大和GC)                | 優 対 哉         | 3209 (7位)  |                                                                        |
| 2009年 | 3位                                | 本戦 ベスト8            | 予選A 敗退                | 本戦 決勝進出         | 張栩 xoooo                           | 本戦 ベスト8            | 本戦 一回戦敗退         | 竜星 (大和GC) (幽玄杯） | 優 勝 対 哉      | 6244 (4位)  |                                                                        |
| 2010年 | 4位                                | 本戦 一回戦敗退         | プレーオフ 進出           | 本戦 ベスト4          | 高尾紳路 oooo                        | 本戦 ベスト4            | 本戦 ベスト16           | (大和OP)                |                  | 5648 (3位)  |                                                                        |
| 2011年 | 張栩 xxxox                         | 張栩 xoxoo              | 2位                       | 本戦 ベスト8          | 山下敬吾 xoxxox                      | 本戦 決勝進出           | 結城聡 ooo              | 阿含・桐山 竜星         | 優 勝 対         | 9151 (1位)  |                                                                        |
| 2012年 | 1位 挑決進出                       | 張栩 ooxo               | 山下敬吾 ooxxoxo          | 羽根直樹 ooo 四冠達成 | プレーオフ 進出                      | 張栩 ooo 五冠達成       | 河野臨 ooo              | 竜星 (大和OP)           | 最 勝 率 対 哉   | 10620 (1位) | 史上2人目の五冠                                                        |
| 2013年 | 張栩 ooxxoo 六冠達成① GS達成       | 結城聡 oxxox 六冠終了   | 高尾紳路 oxxooxo          | 河野臨 xxooo          | 山下敬吾 xoooo 六冠達成② 大三冠達成  | 張栩 ooxo               | 秋山次郎 ooo            | アジア                  | 最 勝 対 国際 哉 | 16461 (1位) | 史上初の六冠 グランドスラム達成                                        |
| 2014年 | 山下敬吾 oooxxo                    | 本戦 決勝進出           | 伊田篤史 oooxo            | 河野臨 xooxo          | 河野臨 oxxooo                        | 村川大介 oxoxx 六冠終了 | 高尾紳路 oxoxx 五冠終了 | 阿含・桐山 優勝者       | 最 哉            | 14078 (1位) | 四冠                                                                   |
| 2015年 | 山下敬吾 oooxxxo                   | 本戦 ベスト8            | 山下敬吾 oooxo            | 山下敬吾 oxoo         | 高尾紳路 oooo                        | 村川大介 ooo 五冠達成   | 高尾紳路 ooo 六冠達成③  | 阿含・桐山 優勝者       | 最 勝 連 哉      | 17212 (1位) | 六冠                                                                   |
| 2016年 | 山下敬吾 oooo                      | 伊田篤史 ooxo 七冠達成① | 高尾紳路 xoooo 永世本因坊 | 村川大介 ooo 名誉碁聖 | 高尾紳路 xxxooox 七冠終了 大三冠終了 | 余正麒 ooo              | 一力遼 oxoo             |                         | 最 哉            | 13494 (1位) | 史上初の七冠 名誉称号獲得 七冠保持197日                                |
| 2017年 | 河野臨 xooxoo 名誉棋聖             | 余正麒 ooxo             | 本木克弥 oooo             | 山下敬吾 ooo          | 高尾紳路 xoooo 七冠達成② 大三冠②     | 一力遼 ooo              | 一力遼 ooo 年間GS達成   | NHK杯                   | 最 連 国際 哉    | 15981 (1位) | 史上初七冠2度目 年間グランドスラム達成 年間歴代最多優勝 天元位最多獲得 |
| 2018年 | 一力遼 oooo                        | 村川大介 ooo            | 山下敬吾 xoooo            | 許家元 xxx 七冠終了   | 張栩 ooxoxxx 六冠終了 大三冠終了     | 一力遼 xooxo            | 山下敬吾 oxoxo          | NHK GC戦                | 最 哉            | 14696 (1位) | 七冠保持290日                                                          |
| 2019年 | 山下敬吾 oxooxxo                   | 村川大介 oxxx 五冠終了  | 河野臨 xxoooo             | 本戦 ベスト4          | 3位                                  | 芝野虎丸 xoxx 四冠終了  | 許家元 xoxoo 名誉天元   |                         | 最               | 10825 (1位) |                                                                        |
| 2020年 | 河野臨 oooxxo                      | 本戦 決勝進出           | 芝野虎丸 oooxo            | 本戦 ベスト16         | 芝野虎丸 ooxoo 大三冠③               | 本戦 ベスト4            | 一力遼 xooxx 四冠終了   | NHK 阿含・桐山          | 最               | 12852 (1位) | 賞金ランキング 10年連続1位                                             |
| 2021年 | 河野臨 oooxo                       | 本戦 ベスト8            | 芝野虎丸 oxxxooo          | 一力遼 oxxoo          | 一力遼 oxxoxoo                       | 芝野虎丸 oxoxo          | 本戦 一回戦敗退         |                         | 最 国際 哉       | 13385 (1位) | 棋聖位最多獲得                                                         |
| 2022年 | 一力遼 xoxxoox 五冠終了 大三冠終了 | 本戦 二回戦敗退         | 一力遼 oooo               | 一力遼 ooo            | 芝野虎丸 oxxxoox 四冠終了            | 余正麒 ooo              | 本戦 ベスト8            | 竜星                    | 最               | 9157 (1位)  |                                                                        |
| 2023   | Sリーグ 4位                        | 挑決 進出               | 一力遼 xxoxoox 三冠終了   | 一力遼 ooo            | 芝野虎丸 xxxoox                      | 余正麒 oxxoo            | 本戦 ベスト8            | 竜星                    |                  | 6318 (3位)  |                                                                        |
| 2024   | 一力遼 xoxoxox                     | 芝野虎丸 xoxoo          | 本戦 ベスト4              | 芝野虎丸 ooo          | 3位                                  | 芝野虎丸 xooo 名誉王座  | 本戦 ベスト16           |                         | 優               | 5744 (2位)  | 碁聖位最多獲得                                                         |
| 2025   | 一力遼 oxooxxx                     | 芝野虎丸 xxx            | 本戦 二回戦敗退           | 芝野虎丸 xoxoo        | プレーオフ 進出                      | 挑戦手合                | 本戦                    |                         |                  |             |                                                                        |
|        | 棋聖                               | 十段                    | 本因坊                    | 碁聖                  | 名人                                 | 王座                    | 天元                    | 他棋戦 (非公式戦)       | 棋道賞           | 賞金 対局料 | 備考                                                                   |

- 2015年の碁聖戦第3局から2016年の十段戦第2局にかけての七大タイトルでの対局18連勝は史上最多記録。
- 2015年の本因坊戦から2019年の本因坊戦まですべてのタイトル戦での挑戦手合に出場しており、七大タイトル戦挑戦手合への28連続出場は史上最多記録。

## 代表局

### 史上初の6冠達成
|  |  |  |  |  |  |  |  |  |  |  |  |  |  |  |  |  |  |  |
|  |  |  |  |  |  |  |  |  |  |  |  |  |  |  |  |  |  |  |
|  |  |  |  |  |  |  |  |  |  |  |  |  |  |  |  |  |  |  |
|  |  |  |  |  |  |  |  |  |  |  |  |  |  |  |  |  |  |  |
|  |  |  |  |  |  |  |  |  |  |  |  |  |  |  |  |  |  |  |
|  |  |  |  |  |  |  |  |  |  |  |  |  |  |  |  |  |  |  |
|  |  |  |  |  |  |  |  |  |  |  |  |  |  |  |  |  |  |  |
|  |  |  |  |  |  |  |  |  |  |  |  |  |  |  |  |  |  |  |
|  |  |  |  |  |  |  |  |  |  |  |  |  |  |  |  |  |  |  |
|  |  |  |  |  |  |  |  |  |  |  |  |  |  |  |  |  |  |  |
|  |  |  |  |  |  |  |  |  |  |  |  |  |  |  |  |  |  |  |
|  |  |  |  |  |  |  |  |  |  |  |  |  |  |  |  |  |  |  |
|  |  |  |  |  |  |  |  |  |  |  |  |  |  |  |  |  |  |  |
|  |  |  |  |  |  |  |  |  |  |  |  |  |  |  |  |  |  |  |
|  |  |  |  |  |  |  |  |  |  |  |  |  |  |  |  |  |  |  |
|  |  |  |  |  |  |  |  |  |  |  |  |  |  |  |  |  |  |  |
|  |  |  |  |  |  |  |  |  |  |  |  |  |  |  |  |  |  |  |
|  |  |  |  |  |  |  |  |  |  |  |  |  |  |  |  |  |  |  |
|  |  |  |  |  |  |  |  |  |  |  |  |  |  |  |  |  |  |  |

第37期棋聖戦第6局。張栩と3勝2敗で迎えた大一番。黒1から白6までの交換で先手を取った井山は、黒7のヒラきへと回って優勢を確立させ、その後リードを保って勝利を収めた。

### 封じ手の妙手
|  |  |  |  |  |  |  |  |  |  |  |  |  |  |  |  |  |  |  |
|  |  |  |  |  |  |  |  |  |  |  |  |  |  |  |  |  |  |  |
|  |  |  |  |  |  |  |  |  |  |  |  |  |  |  |  |  |  |  |
|  |  |  |  |  |  |  |  |  |  |  |  |  |  |  |  |  |  |  |
|  |  |  |  |  |  |  |  |  |  |  |  |  |  |  |  |  |  |  |
|  |  |  |  |  |  |  |  |  |  |  |  |  |  |  |  |  |  |  |
|  |  |  |  |  |  |  |  |  |  |  |  |  |  |  |  |  |  |  |
|  |  |  |  |  |  |  |  |  |  |  |  |  |  |  |  |  |  |  |
|  |  |  |  |  |  |  |  |  |  |  |  |  |  |  |  |  |  |  |
|  |  |  |  |  |  |  |  |  |  |  |  |  |  |  |  |  |  |  |
|  |  |  |  |  |  |  |  |  |  |  |  |  |  |  |  |  |  |  |
|  |  |  |  |  |  |  |  |  |  |  |  |  |  |  |  |  |  |  |
|  |  |  |  |  |  |  |  |  |  |  |  |  |  |  |  |  |  |  |
|  |  |  |  |  |  |  |  |  |  |  |  |  |  |  |  |  |  |  |
|  |  |  |  |  |  |  |  |  |  |  |  |  |  |  |  |  |  |  |
|  |  |  |  |  |  |  |  |  |  |  |  |  |  |  |  |  |  |  |
|  |  |  |  |  |  |  |  |  |  |  |  |  |  |  |  |  |  |  |
|  |  |  |  |  |  |  |  |  |  |  |  |  |  |  |  |  |  |  |
|  |  |  |  |  |  |  |  |  |  |  |  |  |  |  |  |  |  |  |

第38期名人戦第2局。通常、a〜cが次の着手点に挙げられるが、井山は白1と中央を割く一手を封じ手で放ち、この局を制した。

### 主将の意地
|  |  |  |  |  |  |  |  |  |  |  |  |  |  |  |  |  |  |  |
|  |  |  |  |  |  |  |  |  |  |  |  |  |  |  |  |  |  |  |
|  |  |  |  |  |  |  |  |  |  |  |  |  |  |  |  |  |  |  |
|  |  |  |  |  |  |  |  |  |  |  |  |  |  |  |  |  |  |  |
|  |  |  |  |  |  |  |  |  |  |  |  |  |  |  |  |  |  |  |
|  |  |  |  |  |  |  |  |  |  |  |  |  |  |  |  |  |  |  |
|  |  |  |  |  |  |  |  |  |  |  |  |  |  |  |  |  |  |  |
|  |  |  |  |  |  |  |  |  |  |  |  |  |  |  |  |  |  |  |
|  |  |  |  |  |  |  |  |  |  |  |  |  |  |  |  |  |  |  |
|  |  |  |  |  |  |  |  |  |  |  |  |  |  |  |  |  |  |  |
|  |  |  |  |  |  |  |  |  |  |  |  |  |  |  |  |  |  |  |
|  |  |  |  |  |  |  |  |  |  |  |  |  |  |  |  |  |  |  |
|  |  |  |  |  |  |  |  |  |  |  |  |  |  |  |  |  |  |  |
|  |  |  |  |  |  |  |  |  |  |  |  |  |  |  |  |  |  |  |
|  |  |  |  |  |  |  |  |  |  |  |  |  |  |  |  |  |  |  |
|  |  |  |  |  |  |  |  |  |  |  |  |  |  |  |  |  |  |  |
|  |  |  |  |  |  |  |  |  |  |  |  |  |  |  |  |  |  |  |
|  |  |  |  |  |  |  |  |  |  |  |  |  |  |  |  |  |  |  |
|  |  |  |  |  |  |  |  |  |  |  |  |  |  |  |  |  |  |  |

第16回農心辛ラーメン杯世界囲碁最強戦第10戦、朴廷桓との日韓エース対決となった本局。死活の危うい上辺一帯の黒石を放置し、右下の白を狙う△の動き出しが勝因となった。また、この勝利で日本勢は5年ぶりとなる第3ラウンド進出を果たした。

### 待望の勝利
|  |  |  |  |  |  |  |  |  |  |  |  |  |  |  |  |  |  |  |
|  |  |  |  |  |  |  |  |  |  |  |  |  |  |  |  |  |  |  |
|  |  |  |  |  |  |  |  |  |  |  |  |  |  |  |  |  |  |  |
|  |  |  |  |  |  |  |  |  |  |  |  |  |  |  |  |  |  |  |
|  |  |  |  |  |  |  |  |  |  |  |  |  |  |  |  |  |  |  |
|  |  |  |  |  |  |  |  |  |  |  |  |  |  |  |  |  |  |  |
|  |  |  |  |  |  |  |  |  |  |  |  |  |  |  |  |  |  |  |
|  |  |  |  |  |  |  |  |  |  |  |  |  |  |  |  |  |  |  |
|  |  |  |  |  |  |  |  |  |  |  |  |  |  |  |  |  |  |  |
|  |  |  |  |  |  |  |  |  |  |  |  |  |  |  |  |  |  |  |
|  |  |  |  |  |  |  |  |  |  |  |  |  |  |  |  |  |  |  |
|  |  |  |  |  |  |  |  |  |  |  |  |  |  |  |  |  |  |  |
|  |  |  |  |  |  |  |  |  |  |  |  |  |  |  |  |  |  |  |
|  |  |  |  |  |  |  |  |  |  |  |  |  |  |  |  |  |  |  |
|  |  |  |  |  |  |  |  |  |  |  |  |  |  |  |  |  |  |  |
|  |  |  |  |  |  |  |  |  |  |  |  |  |  |  |  |  |  |  |
|  |  |  |  |  |  |  |  |  |  |  |  |  |  |  |  |  |  |  |
|  |  |  |  |  |  |  |  |  |  |  |  |  |  |  |  |  |  |  |
|  |  |  |  |  |  |  |  |  |  |  |  |  |  |  |  |  |  |  |

第21回農心辛ラーメン杯世界囲碁最強戦第9戦、目下7連勝と勢い乗っていた楊鼎新との一局。互角の形勢で進んでいた中、黒1から黒5までが鋭い踏み込み。△を含む白一団を取り込んで優勢を築き、本大会における日本勢の1勝目を挙げた。

## エピソード
- 井山の利き手は右手であるが、碁を打つ際には左手で打っている。これは井山が祖父に碁を教わっていた頃、祖父から「左手で打つと脳にいい」と言われて始めたという説が流布している[58]が、実際にはアトピー性皮膚炎で右手に痛みがあったため左で打つようになった[59]。
- 前世代の第一人者である平成四天王の4名とは、タイトル戦で幾度となく激突しており、その多くで勝ち越している。
  - 妥協を許さず、いけると思えばリスクを恐れず勝負を決めに行く棋風で知られるが、このような打ち方をするようになったのは、初タイトル戦となった張栩との名人戦において優勢を意識して手が縮こまった結果、張栩に押し返され逆転負けを喫した後悔によるものだと語っている[60]。これ以降は棋風を変え「打ちたい手を打つ」という方針を徹底するようになった[59]。
  - 山下敬吾とは同組み合わせのタイトル戦手合回数としては当時歴代最多となる12回を戦っている。[61]屈指の力戦派と知られる山下と、妥協せずに戦いを受けて立つ井山との対局は毎回大規模で複雑な乱戦へと発展する。[62]
- 平成四天王と代わるように台頭してきた3名の次世代のトップ棋士「令和三羽烏」にとっても井山はタイトル戦の高い壁として立ちはだかった。
  - 3名にとって「井山はどのような存在か」と聞かれた際に、一力遼は「ずっと目標としてきた存在」、許家元は「憧れの存在」、芝野虎丸は「単純に強敵」とそれぞれの言葉で語っている。[63]一力とのタイトル戦手合回数は歴代最多となっている。
- 少年少女囲碁大会全国大会で最年少タイ記録である小学2年生で優勝したが、この時決勝戦で争った当時6年生の万波奈穂は、優勢で打ち進めていたにもかかわらず終盤にポカをしてしまい逆転負けという結果にショックを受けていた。その時、井山少年が万波に「お姉ちゃんごめんね。お姉ちゃんの勝ちだったよ」と話しかけ、万波は「あまりのかわいさに負けたくやしさも吹き飛んだ」と回想している。なお、井山自身はこのやり取りを覚えていないとのこと。[64]
- 今でこそ読みの力を大きく評価される井山だが、意外にも碁を覚えてから長らくの間、詰碁の勉強は殆ど全くやっておらず、実戦対局のみで力を付けていった[60]。
  - 院生になってからも詰碁の勉強はせず、師匠の石井邦夫や当時の院生師範であった後藤俊午らからは「君の碁の力からして、読みの能力の部分だけあきらかに弱い」と言われ、もっと詰碁をしろと言われていた。
  - 2001年のプロ試験で最年少入段を逃した際に、読みの力の無さを井山自身が痛感し、ようやく毎日詰碁の勉強をするようになったと語っている。
  - そんな過去の自分への反省もあってか、「読みは囲碁の全ての土台で基礎力。その基礎力を鍛えるのが詰碁（要約）」「僕は詰碁に取り組むのがかなり遅かったと言わざるをえない」「プロを目指してる子は、出来るだけ早く詰碁に取り組み、読みの力を鍛えてください。」と語っている。
- 国内タイトルを保持するほど日程の関係で世界戦に出場できない状況になっていった。そこで2016年3月、国内棋戦の主催各社を回り、世界戦のために日程調整をしてもらうことになった[65]。
- 対局の手どころなどで井山は相手の石にツケて展開を作っていくことが多く、井山と親交のある伊田篤史は井山の対局を解説をした際に「井山さんは"碁はツケれば何とかなる"と思っています。」と冗談交じりに解説した。
- 関西総本部所属で大阪居住だが、多忙なため東京と名古屋にも部屋を持っている。しかし九段になりタイトルも保持したので序列が下の棋士は大阪に来てくれるようになった[66]。
- 2016年までで約10億円の賞金を獲得している[66]。
- 井山が小学生の頃にヒカルの碁の連載が始まった。井山も当時からの読者であり、ヒカルの碁がブームになるとクラスメート達から「囲碁を教えてくれ」と頼まれ教えたという。
  - 新初段としてプロ入りした際にはヒカルの碁のアニメ内のミニコーナー「梅沢由香里のGOGO囲碁」において取り上げられ、インタビューもされている。
  - 最年少名人となった2009年には原作者のほったゆみと対談し、井山の「ヒカルは今後どうなっていくか？」との質問に対し、ほったは「ヒカルの未来は井山さんの未来そのもの」との解答をしている。[67]
- 以前は体力作りのためビリーズブートキャンプをしていた[66]。
- 2009年に名人奪取で九段に昇格した井山だが、その後一度も無冠にならないまま2020年に本因坊戦9連覇により60歳未満現役での二十六世本因坊呼称資格を獲得した為、国内において生涯一度も「井山九段」と表記されない事が確定した。
- 前述のとおり、2012年に将棋女流棋士の室田伊緒と結婚したが、2015年に離婚。その後、2019年7月に25歳の一般女性との再婚を発表した[68]。2021年2月には第一子となる長男が誕生した[69]。
- 2017年、インターネット囲碁サイト「野狐囲碁」に現れた「Master」と対局。その正体はAI囲碁プログラムのAlphaGoの新バージョンであり、井山を含む世界トップクラスの棋士が60局対戦し全敗したが、最も善戦したのは井山であったとされている。また、この対局で盤上に現れた形にちなみ、韓国で井山は「巨峰先生」と呼ばれた。[70]

- 囲碁界の第一人者として、将棋界のトップ棋士達と対談する事が多く、羽生善治[71][72][73]、谷川浩司[74]、渡辺明[75]、藤井聡太[76]らと対談をしている。
  - 特に"7冠の先輩"でもある羽生との対談回数は多く、タイトル戦続きの過酷なスケジュールを乗り越えるためのアドバイスなどを受けている。
- 2018年の碁聖戦で初のストレート負けを喫し、タイトル戦でも苦戦が目立つようになってきた頃から、スポーツ心理学の専門家を付けて"メンタル強化"を図ったり、持ち時間の配分の意識を変えるなどの取り組みを行った。
  - その結果、成績は上向いていき2021年の碁聖戦奪取の際には「課題克服を今、形にすることができ喜びを感じている」「ここ数年では最も良い状態にある。」と語っている。[77]
- 出身地の東大阪市では2016年に7冠達成などの功績から名誉市民称号が贈呈されている。[78]2018年から同市の文化振興の一環として「東大阪市囲碁フェスティバル」が開催されるようになり、「井山杯」と冠された小中学生向けの囲碁大会が開催される他、井山本人が来場する事も多く、指導対局や対談イベントなどを行っている。
  - 大阪府在住であった仲邑菫は第1回「井山杯」の小学生の部優勝者であり、最年少プロとして入段が決まっていた第2回では井山と記念対局を行っている。[79]

## 書誌情報
太字は打碁集。
- 『至高の決断―依田、山下、井山の頭脳』 (マイコミ囲碁ブックス、2007年3月)
- 『わが天才棋士・井山裕太』 石井邦生 著（集英社インターナショナル、2009年10月）
- 『井山裕太20歳の自戦記―史上最年少名人までの17局』（日本棋院、2010年8月）
- 『井山裕太 自戦細解』（誠文堂新光社、2010年12月）
- 『井山裕太のいちばん強くなる囲碁入門 』（成美堂出版、2012年5月）
- 『碁ワールド』連載「井山裕太物語」画・松田一輝、原作・碁ワールド編集室（日本棋院、2014年1月号 - ）
- 『井山裕太栄光の軌跡―碁界を席巻した天才棋士』（日本棋院、2014年3月）
- 『井山裕太の実戦囲碁力養成講座』（NHK出版、2014年4月）
- 『勝運をつかむ』谷川浩司 共著（致知出版社、2014年5月）
- 『井山、黄の定石研究―進化する流行定石』黄翊祖 共著（日本棋院、2014年6月）
- 『井山裕太七冠達成への道―囲碁史上初の偉業』（日本棋院、2016年7月）
- 『どんどん強くなる 井山裕太の囲碁手筋』（マイナビ出版、2016年9月）
- 『解くたびに強くなる 井山裕太の基本詰碁』（マイナビ出版、2016年10月）
- 『勝ちきる頭脳』（幻冬舎、2017年2月）
  - 文庫版（幻冬舎文庫、2018年4月）
- 『井山裕太 七冠再び―前人未到のさらに先へ』（日本棋院、2018年6月）
- 『井山裕太の碁 強くなる考え方』内藤由起子 著（池田書店、2018年9月）
- 『井山裕太打碁集 〜七冠独占、そして世界へ〜』（マイナビ出版、2019年2月）
- 『マンガでわかる囲碁入門』井山裕太 監修（池田書店、2019年10月）
- 『井山裕太の碁 AI時代の新しい定石』内藤由起子 著（池田書店、2020年8月）

## 出演
- トップランナー（NHK総合、2011年1月8日）
- 情熱大陸（毎日放送制作・TBS系列、2013年1月13日）
- プロフェッショナル 仕事の流儀（NHK総合、2014年1月13日）
- 碁盤斬り（エキストラとして出演、2024年公開）

## 論文
- CiNii収録論文 国立情報学研究所